# Liste des immateriellen Kulturerbes der Volksrepublik China
Die Liste des Immateriellen Kulturerbes der Volksrepublik China (chinesisch 中國國家級非物質文化遺產 / 中国国家级非物质文化遗产, Pinyin Zhōngguó guójiājí fēiwùzhì wénhuà yíchǎn, englisch China Intangible Cultural Heritage) führt alle Elemente des chinesischen Brauchtums auf, die vom Staatsrat der Volksrepublik China unter staatlichen Schutz gestellt wurden.

## Liste
Die Erstellung der Liste geht auf ein Projekt zum Schutz von Brauchtum und ethnischer Kulturen zurück, das 2004 von den chinesischen Ministerien für Kultur und Finanzen ins Leben gerufen wurde. Einbezogen wurden mündliche und literarische Überlieferungen (wie Gedichte, Märchen und Legenden), traditionelle Darstellungsformen der Musik, des Tanzes und des Bühnenspiels, Rituale, Feste und Wettbewerbe des chinesischen Brauchtums, überliefertes Wissen aus den Naturwissenschaften sowie traditionelle handwerkliche Fähigkeiten.
Im August 2004 ratifizierte China das Übereinkommen zur Erhaltung des immateriellen Kulturerbes der UNESCO und am 20. Mai 2006 veröffentlichte der chinesische Staatsrat eine erste Liste von 518 Elementen. Im Juni 2008 wurde eine zweite Liste publiziert, die weitere 510 Elemente enthält (zu beiden Listen, siehe Weblinks: Wikisource). Die Listen sind unterteilt in die folgenden zehn Sachgruppen:
| Gruppe | chin. Bezeichnung       | Kurzzeichen   | Langzeichen   | Übersetzung                               | Anzahl (20. Mai 2006 / 2008) |
| ------ | ----------------------- | ------------- | ------------- | ----------------------------------------- | ---------------------------- |
| I      | minjian wenxue          | 民间文学      | 民間文學      | Volksliteratur                            | (31 / 53)                    |
| II     | minjian yinyue          | 民间音乐      | 民間音樂      | Volksmusik                                | (72 / 67)                    |
| III    | minjian wudao           | 民间舞蹈      | 民間舞蹈      | Volkstanz                                 | (41 / 55)                    |
| IV     | chuantong xiju          | 传统戏剧      | 傳統戲劇      | traditionelles Theater u. Lokaloper       | (92 / 46)                    |
| V      | quyi                    | 曲艺          | 曲藝          | Quyi                                      | (46 / 50)                    |
| VI     | zaji und jingji         | 竞技 und 杂技 | 競技 und 雜技 | Akrobatik und Athletik                    | (17 / 38)                    |
| VII    | minjian meishu          | 民间美术      | 民間美術      | Volkskunst                                | (51 / 45)                    |
| VIII   | chuantong shougong jiyi | 传统手工技艺  | 傳統手工技藝  | traditionelles Handwerk und Kunsthandwerk | (89 / 97)                    |
| IX     | chuantong yaoyue        | 传统医药      | 傳統醫藥      | traditionelle Medizin und Pharmakologie   | (9 / 8)                      |
| X      | minsu                   | 民俗          | 民俗          | Brauchtum                                 | (70 / 51)                    |

Die Liste basiert auf vom Chinesischen Staatsrat veröffentlichten thematischen Einzellisten.

## Volksliteratur
| Gruppe (lfd. Nr.) | chinesischer Name (Pinyin)                    | Übersetzung                                                                      | Kreis/Ort & Provinz | sonstiges |
| ----------------- | --------------------------------------------- | -------------------------------------------------------------------------------- | --- | --- |
| I—1 (1)           | Miaozu guge 苗族古歌                          | guge der Miao („alte Lieder“ der Miao-Nationalität)                              | Kreis Taijiang 台江县, Kreis Huangping 黄平县, Provinz Guizhou | Epics in China: A Working Bibliography, Ancient Songs of Miao People, Das alte Lied der Miao-Nationalität                                                            |
| I—2 (2)           | buluotuo 布洛陀                               | buluotuo (der Zhuang-Nationalität)                                               | Kreis Tianyang 田阳县, Autonome Region Guangxi der Zhuang-Nationalität | Buluotuo Scriptures, Buluotuo |
| I—3 (3)           | Zhe Pama he Zhe Mima 遮帕麻和遮咪麻           | Zhe Pama und Zhe Mima (Schöpfungsmythen der Achang-Nationalität)                 | Kreis Lianghe 梁河县, Provinz Yunnan | Zhe Pama and Zhe Mima Poetic Genesis, Zhepama und Zhemima |
| I—4 (4)           | Mupamipa 牡帕密帕                             | Mupamipa (Schöpfungsmythen der Lahu-Nationalität)                                | Simao 思茅市, Provinz Yunnan | Mupamipa, Mupamipa |
| I—5 (5)           | kedao 刻道                                    | kedao (Miao-Nationalität)                                                        | Kreis Shibing 施秉县, Provinz Guizhou | Kedao of the Miao Minority, Aufzeichnungen durch Holzschnitt |
| I—6 (6)           | Baishezhuan chuanshuo 白蛇传传说              | Geschichte der Weißen Schlange (Baishe) (chuanshuo)                              | Zhenjiang 镇江市, Provinz Jiangsu; Hangzhou 杭州市, Provinz Zhejiang | Geschichte der Weißen Schlange, Die Legende der weißen Schlange |
| I—7 (7)           | Liang Zhu chuanshuo 梁祝传说                  | Geschichte von Liang und Zhu (chuanshuo)                                         | Ningbo 宁波市, Provinz Zhejiang; Hangzhou 杭州市, Provinz Zhejiang; Shangyu 上虞市, Provinz Zhejiang; Yixing 宜兴市, Provinz Jiangsu; Jining 济宁市, Provinz Shandong; Runan 汝南县, Provinz Henan | The Love Eterne (Liang Shanbo Yu Zhu Yingtai) (Memento vom 11. Juli 2004 im Internet Archive), The Butterfly Lovers - Violin Concerto, Die Legende von Liang und Zhu |
| I—8 (8)           | Meng Jiangnü chuanshuo 孟姜女传说             | Geschichte von Meng Jiangnü (chuanshuo)                                          | Zibo 淄博市, Provinz Shandong | Meng Jiangnü, Die Legende von Meng Jiangnü |
| I—9 (9)           | Dong Yong chuanshuo 董永传说                  | Geschichte von Dong Yong (chuanshuo)                                             | Kreis Wanrong 万荣县, Provinz Shanxi; Dongtai 东台市, Provinz Jiangsu; Kreis Wuzhi 武陟县, Provinz Henan; Xiaogan 孝感市, Provinz Hubei | The Story of Dong Yong and the Seventh Immortal Maiden, Legend of Dong Yong, Die Legende von Dong Yong                                                               |
| I—10 (10)         | Xi Shi chuanshuo 西施传说                     | Geschichte von Xi Shi (chuanshuo)                                                | Zhuji 诸暨市, Provinz Zhejiang | The Tale of Xishi, Die Legende von Xishi |
| I—11 (11)         | Ji Gong chuanshuo 济公传说                    | Geschichte von Ji Gong (chuanshuo)                                               | Kreis Tiantai 天台县, Provinz Zhejiang | The Tale of Monk Jigong, Legenden von Jigong |
| I—12 (12)         | Manzu shuobu 满族说部                         | shuobu der Mandschu-Nationalität                                                 | Provinz Jilin | Ulabun Biographic Singing and Talking, Shuobu der Mandschuren |
| I—13 (13)         | Hexi baojuan 河西宝卷                         | Hexi baojuan                                                                     | Stadtbezirk Liangzhou 凉州区 in Wuwei 武威市, Provinz Gansu; Stadtbezirk Suzhou 肃州区 in Jiuquan 酒泉市, Provinz Gansu | Hexi Baojuan, Kostbare Schriftrollen im Gansu-Korridor |
| I—14 (14)         | Gengcun minjian gushi 耿村民间故事            | Volkserzählungen (minjian gushi) aus dem Dorf Gengcun                            | Gaocheng 藁城市, Provinz Hebei | The Folklores of Geng Village, Volksgeschichten aus Gengcun |
| I—15 (15)         | Wujiagou minjian gushi 伍家沟民间故事         | Volkserzählungen (minjian gushi) aus Wujiagou                                    | Danjiangkou 丹江口市, Provinz Hubei | The Folklores of Wujiagou Village, Die Volkserzählungen aus Wujiagou                                                                                                 |
| I—16 (16)         | Xiabaoping minjian gushi 下堡坪民间故事       | Volkserzählungen (minjian gushi) aus Xiabaoping                                  | Stadtbezirk Yiling 夷陵区, Yichang 宜昌市, Provinz Hubei | The Folklores of Xiabaoping, Volkserzählungen aus Xiabaoping |
| I—17 (17)         | Zouma zhen minjian gushi 走马镇民间故事       | Volkserzählungen (minjian gushi) aus der Großgemeinde Zouma                      | Stadtbezirk Jiulongpo 九龙坡区, Chongqing | Zouma Town Folklore,Volksgeschichten in Zouma-Zhen |
| I—18 (18)         | Guyuyan minjian gushi 古渔雁民间故事          | Volkserzählungen (minjian gushi) aus Guyuyan                                     | Kreis Dawa 大洼县, Provinz Liaoning | The Guyuyan Folk Stories,Volkserzählungen der „Guyuyan“ |
| I—19 (19)         | Kazuo Dongmeng minjian gushi 喀左东蒙民间故事 | Ostmongolische Volkserzählungen (minjian gushi) aus Harqin Linker Flügel         | Harqin Linker Flügel 喀喇沁左翼, Provinz Liaoning | Kharchin and Eastern Inner Mongolia Folklore, Ostmongolische Volkserzählungen aus dem Kreis Harqin Linker Flügel                                                     |
| I—20 (20)         | Tanzhenshan minjian gushi 谭振山民间故事      | Volkserzählungen (minjian gushi) aus Tanzhenshan                                 | Xinmin 新民市, Provinz Liaoning | Tan Zhenshan's Folk Stories |
| I—21 (21)         | Hejian geshi 河间歌诗                         | Hejian geshi (Lied-Gedichte)                                                     | Hejian 河间市, Provinz Hebei | Hejian Poem Singing |
| I—22 (22)         | Wu ge 吴歌                                    | Wu ge (Lieder aus Wu)                                                            | Suzhou 苏州市, Provinz Jiangsu | The Wu Ballad |
| I—23 (23)         | Liu Sanjie geyao 刘三姐歌谣                   | Volkslieder (geyao) der Liu Sanjie (Dritten Schwester Liu) (Zhuang-Nationalität) | Yizhou 宜州市, Autonome Region Guangxi der Zhuang-Nationalität | Ballads of Sister Liu Sanjie, Liu Sanjies Volkslieder |
| I—24 (24)         | siji-shengchan diao 四季生产调                | Siji-shengchan diao (Hani-Nationalität)                                          | Autonomer Bezirk Honghe der Hani und Yi 红河哈尼族彝族自治州, Provinz Yunnan | The Tune of Four-Season Production |
| I—25 (25)         | Manasi 玛纳斯                                 | Manas (Epos)                                                                     | Kirgisischer autonomer Bezirk Kezilesu 克孜勒苏柯尔克孜自治州, Xinjiang, Volksliteraturgesellschaft der Autonomen Region Xinjiang der Uighuren 新疆维吾尔自治区文联民间文艺家协会 (Xinjiang Weiwu'er zizhiqu wen-lian minjian wenyijia banhui) | The Epic of Manas |
| I—26 (26)         | Jiangge'er 江格尔                             | Janggar (Epos) / Dschangar-Epos                                                  | Autonomer Bezirk Bortala der Mongolen 博尔塔拉蒙古自治州 (Xinjiang), autonomer Kreis Hoboksar der Mongolen 和布克赛尔蒙古自治县 (Xinjiang), autonomer Bezirk Bayingolin der Mongolen 巴音郭楞蒙古自治州 (Xinjiang), Volksliteraturgesellschaft der autonomen Region Xinjiang der Uiguren (Xinjiang Weiwu'er zizhiqu wen-lian minjian wenyijia banhui 新疆维吾尔自治区文联民间文艺家协会) | The Epic of Janggar |
| I—27 (23)         | Gesa(si)er 格萨(斯)尔                         | Gesar (Epos) (shishi)                                                            | Tibet, Qinghai, Gansu, Sichuan, Yunnan, Innere Mongolei, Xinjiang, Gesar-Büro der Chinesischen Akademie der Sozialwissenschaften 中国社会科学院《格萨(斯)尔》办公室 | The Heroic Epic of Gesar |
| I—28 (28)         | Ashima 阿诗玛                                 | Ashima (Epos)                                                                    | Autonomer Kreis Shilin der Yi 石林彝族自治县, Provinz Yunnan | Ashima: Eine Liebesgeschichte, The Legend of Ashima, Ashima |
| I—29 (29)         | Larenbu yu Jimensuo 拉仁布与吉门索            | Larenbu und Jimensuo (Epos)                                                      | Autonomer Kreis Huzhu der Tu 互助土族自治县, Provinz Qinghai | The Epic of Larenbu and Jimensuo, Larenbu and Jimensuo |
| I—30 (30)         | Shezu xiaoshuoge 畲族小说歌                   | xiaoshuoge der She-Nationalität                                                  | Kreis Xiapu 霞浦县, Provinz Fujian | Story Song of She People |
| I—31 (31)         | Qinglinsi miyu 青林寺谜语                     | Qinglinsi-Rätsel (miyu)                                                          | Yidu 宜都市, Provinz Hubei | Qinglinsi Conundrum |

## Volksmusik
| Gruppe (lfd. Nr.) | chinesischer Name (Pinyin) | Übersetzung | Kreis/Ort & Provinz | sonstiges                                                                |
| ----------------- | --- | --- | --- | ------------------------------------------------------------------------ |
| II—1 (32)         | Zuoquan kaihua diao 左权开花调 | Zuoquan kaihua diao | Kreis Zuoquan 左权县, Provinz Shanxi | The Blossom Ballad of Zuoquan                                            |
| II—2 (33)         | Hequ minge 河曲民歌 | Volkslieder (minge) aus Hequ | Kreis Hequ 河曲县, Provinz Shanxi | The Ballad of Hequ                                                       |
| II—3 (34)         | Mengguzu changdiao minge 蒙古族长调民歌 | changdiao („langes Singen“) der Mongolen-Nationalität | Innere Mongolei | The Mongolian Long Tune                                                  |
| II—4 (35)         | Mengguzu humai 蒙古族呼麦 | humai der Mongolen-Nationalität | Innere Mongolei | The Hoomii                                                               |
| II—5 (36)         | Dangtu minge 当涂民歌 | Volkslieder (minge) aus Dangtu | (Kreis Dangtu) Ma’anshan 马鞍山市, Provinz Anhui | The Ballad of Dangtu                                                     |
| II—6 (37)         | Chaohu minge 巢湖民歌 | Volkslieder (minge) aus Chaohu | Chaohu 巢湖市, Provinz Anhui | The Ballad of Chaohu Lake                                                |
| II—7 (38)         | Shezu minge 畲族民歌 | Volkslieder (minge) der She-Nationalität | Ningde 宁德市, Provinz Fujian | The Ballad of She                                                        |
| II—8 (39)         | Xingguo shange 兴国山歌 | shange („Berglieder“) aus Xingguo | Kreis Xingguo 兴国县, Provinz Jiangxi | The Ballad of Xingguo                                                    |
| II—9 (40)         | Xingshan minge 兴山民歌 | Volkslieder (minge) aus Xingshan | Kreis Xingshan 兴山县, Provinz Hubei | The Ballad of Xingshan                                                   |
| II—10 (41)        | Sangzhi minge 桑植民歌 | Volkslieder (minge) aus Sangzhi | Kreis Sangzhi 桑植县, Provinz Hunan | The Ballad of Sangzhi                                                    |
| II—11 (42)        | Meizhou Kejia shange 梅州客家山歌 | shange („Berglieder“) der Hakka aus Meizhou | Meizhou 梅州市, Provinz Guangdong | The Ballad of Meizhou                                                    |
| II—12 (43)        | Zhongshan xianshui ge 中山咸水歌 | „Salzwasser-Lieder“ (xianshui ge) aus Zhongshan | Zhongshan 中山市, Provinz Guangdong | Xianshui Song of Zhongshan                                               |
| II—13 (44)        | Yazhou minge 崖州民歌 | Volkslieder (minge) aus Yazhou | Sanya 三亚市, Provinz Hainan | The Ballad of Yazhou                                                     |
| II—14 (45)        | Danzhou diaosheng 儋州调声 | diaosheng („gereimte Klänge“) aus Danzhou | Danzhou 儋州市, Provinz Hainan | Danzhou Diaosheng, The Tone of Danzhou                                   |
| II—15 (46)        | Shizhu Tujia luo'erdiao 石柱土家啰儿调 | Shizhu Tujia luo'erdiao | Autonomer Kreis Shizhu der Tujia 石柱土家族自治县, Chongqing | Luoer Song of Shizhu Tujia Ethnic Minority Group                         |
| II—16 (47)        | Bashanbei erge 巴山背二歌 | Bashanbei erge | Bazhong 巴中市, Provinz Sichuan | The Bearer's Song of Ba Mountain                                         |
| II—17 (48)        | Lisuzu minge 傈僳族民歌 | Volkslieder (minge) der Lisu-Nationalität | Kreis Lushui 泸水县, Provinz Yunnan (怒江傈僳族自治州) | The Ballad of Lisu                                                       |
| II—18 (49)        | Ziyang minge 紫阳民歌 | Volkslieder (minge) aus Ziyang | Kreis Ziyang 紫阳县, Provinz Shaanxi | The Ballad of Ziyang                                                     |
| II—19 (50)        | Yuguzu minge 裕固族民歌 | Volkslieder (minge) der Yugur-Nationalität | Autonomer Kreis Sunan der Yugur 肃南裕固族自治县, Provinz Gansu | The Ballad of Yugur Ethnic Minority                                      |
| II—20 (51)        | hua'er 花儿 | hua'er „Blumenlied“ (Lianhua Shan hua'er hui 莲花山花儿会, Songmingyanhua'er hui 松鸣岩花儿会, Erlangshan hua'er hui 二郎山花儿会, Laoyeshan hua'er hui 老爷山花儿会, Danma Tu-Nationalität hua'er hui 丹麻土族花儿会, Qilisi hua'er hui 七里寺花儿会, Qutan si hua'er hui 瞿昙寺花儿会, 宁夏回族山花儿 Ningxia Hui-Nationalität Berg-hua'er) | Kreis Kangle 康乐县 (Provinz Gansu), Kreis Hezheng 和政县 (Provinz Gansu), Kreis Min 岷县 (Provinz Gansu), autonomer Kreis Datong der Hui und Tu 大通回族土族自治县 (Provinz Qinghai), autonomer Kreis Huzhu der Tu 互助土族自治县 (Provinz Qinghai), autonomer Kreis Minhe der Hui und Tu 民和回族土族自治县 (Provinz Qinghai), Kreis Ledu 乐都县, Autonomes Gebiet Ningxia der Hui | Flower Ballads                                                           |
| II—21 (52)        | Zangzu layi 藏族拉伊 | layi der tibetischen Nationalität | Autonomer Kreis Hainan der Tibeter 海南藏族自治州 (Provinz Qinghai) | The Ballad of Tibet Layi                                                 |
| II—22 (53)        | Liaozhai liqu 聊斋俚曲 | Liaozhai liqu (Lieder in Vulgärsprache aus dem Liaozhai-Studio von Pu Songling) | Zibo 淄博市, Provinz Shandong | Liaozhai liqu                                                            |
| II—23 (54)        | Jingzhou Miaozu geteng 靖州苗族歌鼟 | geteng-Lieder der Miao-Nationalität in Jingzhou | Autonomer Kreis Jingzhou der Miao und Dong 靖州苗族侗族自治县 (Provinz Hunan) | Jingzhou Miaozu geteng, The Miao Folk Music of Jingzhou                  |
| II—24 (55)        | Chuanjiang haozi 川江号子 | Chuanjiang haozi („Arbeitslieder“) | Chongqing 重庆市, Sichuan | The Songs of Chuanjiang Haozi                                            |
| II—25 (56)        | Nanxi haozi 南溪号子 | Nanxi haozi (Nanxi-„Arbeitslieder“) | Stadtbezirk Qianjiang 黔江区, Chongqing | The Songs of Nanxi Haozi                                                 |
| II—26 (57)        | Mudong shange 木洞山歌 | Mudong shange („Berglieder“) | Stadtbezirk Banan 巴南区, Chongqing | The Mudong Village Music                                                 |
| II—27 (58)        | Chuanbei haocao luogu 川北薅草锣鼓 | Nord-Sichuan haocao luogu | Kreis Qingchuan 青川县, Provinz Sichuan | Northern Sichuan's Weeding Gong and Drum Song                            |
| II—28 (59)        | Dongzu dage 侗族大歌 | dage („große Lieder“) der Dong-Nationalität | Kreis Liping 黎平县 (Provinz Guizhou), Liuzhou 柳州市 (Autonome Region Guangxi der Zhuang), autonomer Kreis Sanjiang der Dong 三江侗族自治县 (Autonome Region Guangxi der Zhuang) | Grand Songs of the Dong Ethnic Minority Group                            |
| II—29 (60)        | Dongzu pipa ge 侗族琵琶歌 | pipa ge („Lautenlieder“) der Dong-Nationalität | Kreis Rongjiang 榕江县 (Provinz Guizhou), Kreis Liping 黎平县 (Provinz Guizhou) | The Tong Minority Lute Song                                              |
| II—30 (61)        | Hanizu duoshengbu minge 哈尼族多声部民歌 | duoshengbu-Volkslieder (minge) der Hani-Nationalität | Autonomer Bezirk Honghe der Hani und Yi 红河哈尼族彝族自治州 (Provinz Yunnan) | The Multi-Voice Ballad of the Hani Minority                              |
| II—31 (62)        | Yizu Haicai qiang 彝族海菜腔 | Haicai qiang der Yi-Nationalität | Autonomer Bezirk Honghe der Hani und Yi 红河哈尼族彝族自治州 (Provinz Yunnan) | The Yi Ethnic Minority Edible Seaweed Aria                               |
| II—32 (63)        | Napo Zhuangzu minge 那坡壮族民歌 | Volkslieder (minge) der Zhuang-Nationalität aus Napo | Kreis Napo 那坡县, Autonome Region Guangxi der Zhuang | The Ballad in the Napo Zhuang Ethnic Minority                            |
| II—33 (64)        | Lishui chuangong haozi 澧水船工号子 | Lishui Bootsmann haozi („Arbeitslieder“) | Kreis Li 澧县 (Provinz Hunan) | The Li River Boatmen Haozi                                               |
| II—34 (65)        | Guqin yishu 古琴艺术 | die Kunst der alten Qin (guqin) | Zhongguo Yishu Yanjiuyuan 中国艺术研究院 (Nationales chinesisches Kunstinstitut) | The Guqin Art                                                            |
| II—35 (66)        | Mengguzu matouqin yinyue 蒙古族马头琴音乐 | Musik für die Pferdekopfgeige der mongolischen Nationalität | Innere Mongolei | The Matouqin Music of Inner Mongolia                                     |
| II—36 (67)        | Mengguzu sihu yinyue 蒙古族四胡音乐 | Musik für sihu der mongolischen Nationalität | Tongliao 通辽市 (Innere Mongolei) | The Sihu Music in Mongolia                                               |
| II—37 (68)        | Suona yishu 唢呐艺术 | die Kunst der Suona (suona yishu) | Qinyang 沁阳市 (Provinz Henan), Qingyang 庆阳市 (Provinz Gansu) | The Art of Suona Horn                                                    |
| II—38 (69)        | Qiangdi yanzou ji zhizuo jiyi 羌笛演奏及制作技艺 | Musik und Bau der Qiangdi (Qiang-Flöte - der Qiang-Nationalität) | Kreis Mao 茂县 (Provinz Sichuan) | Performing and Making the Qiang Flute, The Qiang Flute                   |
| II—39 (70)        | Liaoning guyue 辽宁鼓乐 | Liaoning guyue („Trommelmusik“) | Liaoyang 辽阳市 (Provinz Liaoning) | Gu Music in Liaoning Province                                            |
| II—40 (71)        | Jiangnan sizhu 江南丝竹 | Jiangnan sizhu („Saiten- und Blasinstrumente südlich des Chang Jiang“) | Taicang 太仓市 (Provinz Jiangsu), Shanghai 上海市 | Jiangnan Sizhu(Silk and Bamboo)Music                                     |
| II—41 (72)        | Haizhou wuda-gongdiao 海州五大宫调 | Haizhou wuda-gongdiao Musik | Lianyungang 连云港市 (Provinz Jiangsu) | Haizhou Wuda Gongdiao Music                                              |
| II—42 (73)        | Shengzhou chuida 嵊州吹打 | Shengzhou chuida (Blas- und Schlaginstrumente) | Shengzhou 嵊州市 (Provinz Zhejiang) | Shengzhou Wind and Percussion Music, Shengzhou Wind and Percussion Music |
| II—43 (74)        | Zhoushan luogu 舟山锣鼓 | Zhoushan luogu (Gong- und Trommel-Schlaginstrumente) | Zhoushan 舟山市 (Provinz Zhejiang) | Zhoushan Drum and Gong Music                                             |
| II—44 (75)        | shifan yinyue 十番音乐(闽西客家十番音乐、茶亭十番音乐) | shifan yinyue (West-Fujian Hakka shifan yinyue, chating- oder Teehaus- shifan yinyue) | Longyan 龙岩市 (Provinz Fujian u. a.) | Shifan Music                                                             |
| II—45 (76)        | Luxinan guchuiyue 鲁西南鼓吹乐 | Südwest-Shandong guchuiyue (Trommel- und Blasmusik) | Jiaxiang 嘉祥县 (Provinz Shandong) | Southwestern Shandong Guchuiyue                                          |
| II—46 (77)        | bantou-qu 板头曲 | bantou-qu | Nanyang 南阳市 (Provinz Henan) | Bantou Tunes                                                             |
| II—47 (78)        | Yichang sizhu 宜昌丝竹 | Yichang sizhu („Seiden- und Bambusmusik“) | Stadtbezirk Yiling 夷陵区, Yichang 宜昌市 (Provinz Hubei) | Yichang Sizu (Southern Chinese Silk and Bamboo Music)                    |
| II—48 (79)        | Zhijiang minjian chuidayue 枝江民间吹打乐 | Volkstümliche Blas- und Schlaginstrumentenmusik aus Zhijiang | Zhijiang 枝江市 (Provinz Hubei) | Zhijiang Folk Wind and Percussion Music                                  |
| II—49 (80)        | Guangdong yinyue 广东音乐 | Guangdong-Musik (yinyue) | Guangzhou 广州市 (Provinz Guangdong), Taishan 台山市 (Provinz Guangdong) | Guangdong Music                                                          |
| II—50 (81)        | Chaozhou yinyue 潮州音乐 | Chaozhou-Musik (yinyue) | Chaozhou 潮州市 (Provinz Guangdong), Shantou 汕头市 (Provinz Guangdong) | Chaozhou Music                                                           |
| II—51 (82)        | Guangdong Hanyue 广东汉乐 | Guangdong Han-Musik | Kreis Dapu 大埔县 (Provinz Guangdong) | Guangdong Hanyue Music                                                   |
| II—52 (83)        | chuida 吹打(Jielong chuida 接龙吹打,Jinqiao chuida 金桥吹打)                                                                                              | chuida („Blas- und Schlaginstrumente“) (Jielong chuida, Jinqiao chuida) | Stadtbezirk Banan 巴南区 (Chongqing), Stadtbezirk Wansheng 万盛区 (Chongqing) | Chuida Music (Wind and Percussion Instruments)                           |
| II—53 (84)        | Liangping laizi luogu 梁平癞子锣鼓 | Liangping laizi luogu | Kreis Liangping 梁平县 (Chongqing) | Laiziluogu (Laizi Gong-and-Drum Music) at Liangping                      |
| II—54 (85)        | Tujiazu daliuzi 土家族打溜子 | daliuzi der Tujia-Nationalität | Autonomer Bezirk Xiangxi der Tujia und Miao 湘西土家族苗族自治州 (Provinz Hunan) | Tujia Minority Daliuzi                                                   |
| II—55 (86)        | Hebei guchuiyue 河北鼓吹乐 | Hebei guchuiyue (Trommel und Blasmusik) | Kreis Yongnian 永年县 (Provinz Hebei), Kreis Wuning 抚宁县 (Provinz Hebei) | Percussion and Wind Music in Heibei Province                             |
| II—56 (87)        | Jinnan weifeng luogu 晋南威风锣鼓 | Jinnan weifeng luogu | Linfen 临汾市 (Provinz Shanxi) | Weifeng Gong and Drum in South Shanxi Province                           |
| II—57 (88)        | Jiangzhou guyue 绛州鼓乐 | Jiangzhou guyue | Xinjiang 新绛县 (Provinz Shanxi) | Jiangzhou Drum Music                                                     |
| II—58 (89)        | Shangdang bayin hui 上党八音会 | Shangdang bayin hui | Jincheng 晋城市 (Provinz Shanxi) | Shangdang Bayinhui Music                                                 |
| II—59 (90)        | Jizhong shengguanyue 冀中笙管乐(Qujiaying yinyuehui 屈家营音乐会,Gaoluo yinyuehui 高洛音乐会,Gaoqiao yinyuehui 高桥音乐会,Shengfang yinyuehui 胜芳音乐会) | Jizhong shengguanyue (Qujiaying yinyuehui, Gaoluo yinyuehui, Gaoqiao yinyuehui, Shengfang yinyuehui) | Kreis Gu’an 固安县 (Provinz Hebei), Kreis Laishui 涞水县 (Provinz Hebei), Bazhou 霸州市 (Provinz Hebei) | Jizhong Sheng and Pipe Music                                             |
| II—60 (91)        | Tonggu shi'er diao 铜鼓十二调 | Tonggu shi'er diao | Autonomer Kreis Zhenning der Buyi und Miao 镇宁布依族苗族自治县 (Provinz Guizhou), Kreis Zhenfeng 贞丰县 (Provinz Guizhou) | Twelve Copper Drum Melodies                                              |
| II—61 (92)        | Xi’an guyue 西安鼓乐 | Xi’an guyue | (Provinz Shaanxi) | Xi’an Drum Music                                                         |
| II—62 (93)        | Lantian puhuashuihui yinyue 蓝田普化水会音乐 | Buddhistische Regengebet-Musik aus der Großgemeinde Puhua | Kreis Lantian 蓝田县 (Provinz Shaanxi) | Lantian Puhua Water Fair Music                                           |
| II—63 (94)        | Huizu minjian qiyue 回族民间器乐 | Volkstümliche Instrumentalmusik (minjian qiyue) der Hui-Nationalität | Autonome Region Ningxia der Hui-Nationalität | Folk Musical Instruments of Hui Ethnic Group                             |
| II—64 (95)        | Wenshui pizi 文水鈲子 | Wenshui pizi | Kreis Wenshui 文水县 (Provinz Shanxi) | Wenshui Guzi                                                             |
| II—65 (96)        | Zhihuasi Jing yinyue 智化寺京音乐 | Musik aus dem Zhihua-Tempel in Peking (Jing yinyue) | Peking | Jing Music at Beijing Zhihuasi Temple                                    |
| II—66 (97)        | Wutaishan Foyue 五台山佛乐 | Buddhistische Musik (Foyue) vom Wutai Shan | Kreis Wutai 五台县 (Provinz Shanxi) | Wutaishan Mountain Buddhist Music                                        |
| II—67 (98)        | Qianshan simiao yinyue 千山寺庙音乐 | Musik aus dem buddhistischen Tempel des Qianshan | Anshan 鞍山市 (Provinz Liaoning) | Qianshan Mountain Temple Music, Qianshan Temple Music                    |
| II—68 (99)        | Suzhou Xuanmiaoguan daojiao yinyue 苏州玄妙观道教音乐 | Daoistische Musik aus dem Tempel Xuanmiaoguan in Suzhou | Suzhou 苏州市 (Provinz Jiangsu) | Taoist Music of Xuanmiaoguan Taoist Temple                               |
| II—69 (100)       | Wudangshan gongguan daoyue 武当山宫观道乐 | Daoistische Musik aus dem Tempel Wudang Shan | Shiyan 十堰市 (Provinz Hubei) | Wudangshan Mountain Taoist Music                                         |
| II—70 (101)       | Xinjiang Weiwu'er Mukamu yishu 新疆维吾尔木卡姆艺术(十二木卡姆、吐鲁番木卡姆、哈密木卡姆、刀郎木卡姆)                                                     | Uigurische Muqam (Zwölf Muqam, Turfan-Muqam, Hami-Muqam, Daolang-Muqam) | Kreis Piqan (Shanshan) 鄯善县 (Xinjiang), Stadtbezirk Hami 哈密 (Xinjiang), Kreis Makit 麦盖提县 | Xinjiang Uyghur Muqam                                                    |
| II—71 (102)       | nanyin 南音 | nanyin | Quanzhou 泉州市 (Provinz Fujian), Xiamen 厦门市 (Provinz Fujian) | Nanyin Music                                                             |
| II—72 (103)       | Quanzhou beiguan 泉州北管 | Quanzhou beiguan | Quanzhou 泉州市 (Provinz Fujian) | Quanzhou Bei Guan                                                        |

## Volkstanz
| Gruppe (lfd. Nr.) | chinesischer Name (Pinyin) | Übersetzung | Kreis/Ort & Provinz | sonstiges |
| ----------------- | --- | --- | --- | --- |
| III-1 (104)       | Jingxi taipinggu 京西太平鼓 | Jingxi taipinggu („Friedenstrommeltanz in West-Peking“) | Stadtbezirk Mentougou 门头沟区, Peking | Jingxi Taiping Drum Dance, Collection of Chinese Folk Dances, Taipinggu-Trommel in Westbeijing unter Schutz gestellt I, II |
| III-2 (105)       | yangge 秧歌(Changli di yangge 昌黎地秧歌, Guzi yangge 鼓子秧歌, Jiaozhou yangge 胶州秧歌, Haiyang yangge 海阳大秧歌, Shaanbei yangge 陕北秧歌, Fushun yangge 抚顺地秧歌) | yangge-Tanz (Changli di yangge, Guzi yangge, Jiaozhou yangge, Haiyang dayangge, Shanbei yangge, Fushun di yangge)                                                   | Kreis Changli 昌黎县 (Provinz Hebei), Kreis Shanghe 商河县 (Provinz Shandong), Jiaozhou 胶州市 (Provinz Shandong) und Haiyang 海阳市 (Provinz Shandong), Kreis Suide 绥德县 (Provinz Shaanxi), Fushun 抚顺市 (Provinz Liaoning)                     | Yangge |
| III-3 (106)       | Jingxing lahua 井陉拉花 | Jingxing lahua | Kreis Jingxing 井陉县 (Provinz Hebei) | Jingxing Lahua: Dance and Music Gala                                                                                       |
| III-4 (107)       | longwu 龙舞(铜梁龙舞、湛江人龙舞、汕尾滚地金龙、浦江板凳龙、长兴百叶龙、奉化布龙、泸州雨坛彩龙)                                                                          | Drachentanz (longwu) (Tongliang longwu, Zhanjiang renlongwu, Shanwei gundi jinlong, Pujiang bandenglong, Changxing baiyelong, Fenghua bulong, Luzhou yutan cailong) | Chongqing 重庆市, Zhanjiang 湛江市 (Provinz Guangdong), Shanwei 汕尾市, (Provinz Guangdong), Kreis Pujiang 浦江县 (Provinz Zhejiang), Kreis Changxing 长兴县 (Provinz Zhejiang), Fenghua 奉化市 (Provinz Zhejiang), Kreis Lu 泸县 (Provinz Sichuan) | Dragon Dance |
| III-5 (108)       | shiwu 狮舞(徐水舞狮、天塔狮舞、黄沙狮子、广东醒狮) | shiwu (Löwentanz) (Xushui wushi, Tianta shiwu, Huangsha shizi, Guangdong xingshi)                                                                                   | Kreis Xushui 徐水县 (Provinz Hebei), Kreis Xiangfen 襄汾县 (Provinz Shanxi), Linhai 临海市 (Provinz Zhejiang), Foshan 佛山市 (Provinz Guangdong), Kreis Suixi 遂溪县 (Provinz Guangdong), Guangzhou 广州市 (Provinz Guangdong)                      | Lion Dance |
| III-6 (109)       | huagudeng 花鼓灯(蚌埠花鼓灯、凤台花鼓灯、颍上花鼓灯) | huagudeng oder „Blumentrommellaterne“ (Bengbu huagudeng, Fengtai huagudeng, Yingshang huagudeng)                                                                    | Bengbu 蚌埠市 (Provinz Anhui), Kreis Fengtai 凤台县 (Provinz Anhui), Kreis Yingshang 颍上县 (Provinz Anhui) | Yuhang Gundeng |
| III-7 (110)       | nuowu 傩舞(南丰跳傩、婺源傩舞、乐安傩舞) | nuowu (Nanfeng tiaonuo, Suiyuan nuowu, Le'an nuowu) | Kreis Nanfeng 南丰县 (Provinz Jiangxi), Kreis Wuyuan 婺源县 (Provinz Jiangxi), Kreis Le’an 乐安县 (Provinz Jiangxi) | Nuo Dance |
| III-8 (111)       | yingge 英歌(普宁英歌、潮阳英歌) | yingge-Lieder (Puning yingge Lieder, Chaoyang yingge Lieder) | Jieyang 揭阳市 (Provinz Guangdong), Shantou 汕头市 (Provinz Guangdong) | Yingge |
| III-9 (112)       | gaoqiao 高跷(高跷走兽、海城高跷、辽西高跷、苦水高高跷) | gaoqiao (Stelzentanz) | Kreis Jishan 稷山县 (Provinz Shanxi), Haicheng 海城市 (Provinz Liaoning), Jinzhou 锦州市 (Provinz Liaoning), Kreis Yongdeng 永登县 (Provinz Gansu)                                                                                                  | Gaoqiao in Northern China, Walking on Stilts                                                                               |
| III-10 (113)      | Yongxin dunpaiwu 永新盾牌舞 | Yongxin dunpaiwu (Schildertanz) | Kreis Yongxin 永新县 (Provinz Jiangxi) | Yongxin Shield Dancing |
| III-11 (114)      | Yicheng huagu 翼城花鼓 | Yicheng huagu („Blumentrommel“) | Kreis Yicheng 翼城县 (Provinz Shanxi) | Yicheng Hua Gu ('Flower Drum')                                                                                             |
| III-12 (115)      | Quanzhou paixiongwu 泉州拍胸舞 | Quanzhou paixiongwu („Brustschlagetanz“) | Quanzhou 泉州市 (Provinz Fujian) | Quanzhou Chest Slapping Dance                                                                                              |
| III-13 (116)      | Ansai yaogu 安塞腰鼓 | Ansai yaogu („Hüfttrommeltanz aus Ansai“) | Kreis Ansai 安塞县 (Provinz Shaanxi) | Ansai Waist-drum Dance, Hüfttrommeltanz aus Ansai                                                                          |
| III-14 (117)      | Luochuan biegu 洛川蹩鼓 | Luochuan biegu | Kreis Luochuan 洛川县 (Provinz Shaanxi) | Luochuan Biegu, Luochuan Bie Gu                                                                                            |
| III-15 (118)      | Lanzhou taipinggu 兰州太平鼓 | Lanzhou taipinggu („Friedenstrommel(tanz)“) | Lanzhou 兰州市 (Provinz Gansu) | Lanzhou Taiping Drum Dance                                                                                                 |
| III-16 (119)      | Yuhang gundeng 余杭滚灯 | Yuhang gundeng | Stadtbezirk Yuhang 余杭区, Hangzhou (Provinz Zhejiang) | Yuhang gundeng |
| III-17 (120)      | Tujiazu baishouwu 土家族摆手舞 | baishouwu, „Winktanz“ der Tujia-Nationalität | Autonomer Bezirk Xiangxi der Tujia und Miao 湘西土家族苗族自治州 (Provinz Hunan) | 'Small-scale' baishouwu dance performance, Hand-Waving Dance of the Tujia People                                           |
| III-18 (121)      | Tujiazu saye'erhe 土家族撒叶儿嗬 | Sayeryo der Tujia-Nationalität | Autonomer Kreis Changyang der Tujia (Provinz Hubei) | Sayeryo, ritual dance for Hubei Tujia people, Tujia Nationality Sayeryo                                                    |
| III-19 (122)      | xianziwu 弦子舞(芒康弦子舞、巴塘弦子舞) | xianziwu (Mangkang xianziwu, Batang xianziwu) | Kreis Batang 巴塘县 (Provinz Sichuan) (Tibeter) | Xianzi Dance |
| III-20 (123)      | guozhuangwu 锅庄舞(迪庆锅庄舞、昌都锅庄舞、玉树卓舞) | guozhuangwu (Diqing guozhuangwu, Changdu guozhuangwu, Yushu zhuowu)                                                                                                 | Autonomer Bezirk Dêqên der Tibeter 迪庆藏族自治州 (Provinz Yunnan), autonomer Bezirk Yushu der Tibeter 玉树藏族自治州 (Provinz Qinghai) | Guozhuang Dance |
| III-21 (124)      | rebawu 热巴舞(丁青热巴、那曲比如丁嘎热巴) | rebawu (Dingqing reba, Naqu birudingga reba) | Autonomes Gebiet Tibet | Reba Dance |
| III-22 (125)      | Rikaze Zhashilunbu si qiangmu 日喀则扎什伦布寺羌姆 | Xigazê, Kloster Trashilhünpo Cham-Tanz (chin. qiangmu) | Autonomes Gebiet Tibet | Qiangmu of the Tibetan Ethnic Group                                                                                        |
| III-23 (126)      | Miaozu lushengwu 苗族芦笙舞(锦鸡舞、鼓龙鼓虎－长衫龙、滚山珠) | lushengwu der Miao-Nationalität, „Mundorgel-Tanz“ (jinji wu, gulongguhu-changshanlong, gunshanzhu)                                                                  | Kreis Danzhai 丹寨县 (Provinz Guizhou), Kreis Guiding 贵定县 (Provinz Guizhou), Kreis Nayong 纳雍县 (Provinz Guizhou) | Lusheng Dance |
| III-24 (127)      | Hanchaozu nonglewu 朝鲜族农乐舞(象帽舞、乞粒舞) | nonglewu der koreanischen Nationalität (xiangmaowu, qiliwu) | Autonomer Bezirk Yanbian der Koreaner 延边朝鲜族自治州 (Provinz Jilin), Benxi 本溪市 (Provinz Liaoning) | Korean Minority Farmer's Dance                                                                                             |
| III-25 (128)      | muguwu 木鼓舞(反排苗族木鼓舞、沧源佤族木鼓舞) | muguwu („Holztrommeltanz“) (Fanpai Miao-Nationalität muguwu, Cangyuan Va- [oder Wa-]Nationalität muguwu)                                                            | Kreis Taijiang 台江县 (Provinz Guizhou), autonomer Kreis Cangyuan der Va (Wa) 沧源佤族自治县 (Provinz Yunnan) | Holztrommel der Wa-Nationalität, Wooden Drum Dance                                                                         |
| III-26 (129)      | tongguwu 铜鼓舞(文山壮族、彝族铜鼓舞) | Bronzetrommel (Kesselgong)-Tänze (Wenshan Zhuang- und Yi-Nationalitäten Bronzetrommeltänze)                                                                         | Autonomer Bezirk Wenshan der Zhuang und Miao 文山壮族苗族自治州 (Provinz Yunnan) | Bronze Dance |
| III-27 (130)      | Daizu kongquewu 傣族孔雀舞 | Pfauentanz der Dai-Nationalität | Ruili 瑞丽市 (Provinz Yunnan) | Peacock Dance of the Dai Minority                                                                                          |
| III-28 (131)      | Dawo'erzu lurigelewu 达斡尔族鲁日格勒舞 | lurigele-Tanz der Daur-Nationalität | Autonomes Banner Morin Dawa der Daur (Innere Mongolei) 莫力达瓦达斡尔族自治旗, Harbin 哈尔滨市 (Provinz Heilongjiang) | Lurigele Dance of the Daur Minority                                                                                        |
| III-29 (132)      | Mengguzu andaiwu 蒙古族安代舞 | andai-Tanz der mongolischen Nationalität | Hure-Banner 库伦旗 (Innere Mongolei) | Mongolian Andai Dance |
| III-30 (133)      | Xiangxi Miaozu guwu 湘西苗族鼓舞 | Trommeltanz der Miao-Nationalität aus Xiangxi | Autonomer Bezirk Xiangxi der Tujia und Miao 湘西土家族苗族自治州 (Provinz Hunan) | Xiangxi Miao Minority Drum Dance                                                                                           |
| III-31 (134)      | Xiangxi Tujiazu maogusiwu 湘西土家族毛古斯舞 | Xiangxi Tujia-Nationalität maogusi-Tanz | Autonomer Bezirk Xiangxi der Tujia und Miao 湘西土家族苗族自治州 (Provinz Hunan) | Maogusi Dance of the Tujia Minority in West Hunan                                                                          |
| III-32 (135)      | Lizu dachaiwu 黎族打柴舞 | Brennholzsammeltanz (dachaiwu) der Li-Nationalität | Sanya 三亚市, Provinz Hainan | Dachai Dance of the Li Minority                                                                                            |
| III-33 (136)      | kasidawenwu 卡斯达温舞 | kasidawen-Tanz | Kreis Heishui 黑水县 (Provinz Sichuan) | Kasidawen Dance |
| III-34 (137)      | zhouwu 㑇舞 | zhouwu-Tanz der Tibeter | Kreis Jiuzhaigou 九寨沟县 (Provinz Sichuan) | Zhou Dance |
| III-35 (138)      | Lisu achi-mugua 傈僳族阿尺木刮 | Lisu achi-mugua | Autonomer Kreis Weixi der Lisu 维西傈僳族自治县 (Provinz Yunnan) | Achimugua of the Lisu Minority                                                                                             |
| III-36 (139)      | Yizu hulushengwu 彝族葫芦笙舞 | hulusheng (Flaschenkürbis-Mundorgel)-Tanz der Yi-Nationalität | Autonomer Bezirk Wenshan der Zhuang und Miao 文山壮族苗族自治州 (Provinz Yunnan) | Hulusheng Dance of the Yi Minority                                                                                         |
| III-37 (140)      | Yizu yanhewu 彝族烟盒舞 | Tabakdosen-Tanz (yanhewu) der Yi-Nationalität | Autonomer Kreis Honghe der Hani und Yi 红河哈尼族彝族自治州 (Provinz Yunnan) | Yanhe Dance of Yi Minority                                                                                                 |
| III-38 (141)      | Jinuo daguwu 基诺大鼓舞 | Großer Trommeltanz der Jinuo-Nationalität | Jinghong 景洪市 (Provinz Yunnan) | Big Drum Dance of the Jinuo Minority                                                                                       |
| III-39 (142)      | Shannan Changguo zhuowu 山南昌果卓舞 | Shannan Changguo zhuowu | Autonomes Gebiet Tibet | Zhuo Dance in Shannan |
| III-40 (143)      | Tuzu wutu 土族於菟 | wutu der Tu-Nationalität | Kreis Tongren 同仁县 im Autonomen Bezirk Huangnan der Tibeter (Provinz Qinghai) | The Mysterious Wutu Dance of Nianduhu Village, Yutu Dance of Tu Minority                                                   |
| III-41 (144)      | Tajikezu yingwu 塔吉克族鹰舞 | Adlertanz (yingwu) das Tadschiken-Nationalität | Tadschikischer Autonomer Kreis Taschkorgan, Autonome Region Xinjiang der Uiguren | tajik eagle dance(pamir_china ), Hawk Dance of the Tajik Minority                                                          |

## Traditionelles Theater u. Lokaloper
| Gruppe (lfd. Nr.) | chinesischer Name (Pinyin) | Übersetzung | Kreis/Ort & Provinz | sonstiges                                                            |
| ----------------- | --- | --- | --- | -------------------------------------------------------------------- |
| IV-1 (145)        | Kunqu 昆曲 | Kunqu | Zhongguo Yishu Yanjiuyuan (Chinesisches Kunstinstitut) 中国艺术研究院, Provinz Jiangsu, Provinz Zhejiang, regierungsunmittelbare Stadt Shanghai, regierungsunmittelbare Stadt Peking, Provinz Hunan | Kunqu, or Kunshanqiang                                               |
| IV-2 (146)        | Liyuanxi 梨园戏 | Liyuanxi | Quanzhou 泉州市 (Provinz Fujian) | Pear Orchard Opera                                                   |
| IV-3 (147)        | Puxianxi 莆仙戏 | Puxianxi (Putian- und Xianyou-Lokaloper) | Putian 莆田市 (Provinz Fujian) | Puxian Opera                                                         |
| IV-4 (148)        | Chaoju 潮剧 | Chaoju (Chaozhou-Oper) | Shantou 汕头市 (Provinz Guangdong), Chaozhou 潮州市 (Provinz Guangdong) | Chao Opera                                                           |
| IV-5 (149)        | Yiyangqiang 弋阳腔 | Yiyangqiang | Kreis Yiyang 弋阳县 (Provinz Jiangxi) | Yiyang Tune                                                          |
| IV-6 (150)        | Qingyangqiang 青阳腔 | Qingyangqiang | Kreis Qingyang 青阳县 (Provinz Anhui), Kreis Hukou 湖口县 (Provinz Jiangxi) | QingYang Tune Opera                                                  |
| IV-7 (151)        | gaoqiang 高腔(西安高腔、松阳高腔、岳西高腔、辰河高腔、常德高腔) | gaoqiang (Xi’an gaoqiang, Songyang gaoqiang, Yuexi gaoqiang, Chenhe gaoqiang, Changde gaoqiang) | Quzhou 衢州市 (Provinz Zhejiang), Kreis Songyang 松阳县 (Provinz Zhejiang), Kreis Yuexi 岳西县 (Provinz Anhui), Kreis Chenxi 辰溪县 (Provinz Hunan), Kreis Luxi 泸溪县 (Provinz Hunan), Changde 常德市 (Provinz Hunan) | Gaoqiang Opera, Gaoqiang Opera                                       |
| IV-8 (152)        | Xinchang diaoqiang 新昌调腔 | Xinchang diaoqiang | Kreis Xinchang 新昌县 (Provinz Zhejiang) | Xinchang Tune Opera, Xinchang Tune Opera                             |
| IV-9 (153)        | Ninghai pingdiao 宁海平调 | Ninghai pingdiao | Kreis Ninghai 宁海县 (Provinz Zhejiang) | Ninghai Flat Tune                                                    |
| IV-10 (154)       | Yong'an daqiangxi 永安大腔戏 | Yong'an daqiangxi | Yong’an 永安市 (Provinz Fujian) | Yong'an Daqiang Opera                                                |
| IV-11 (155)       | Sipingxi 四平戏 | Sipingxi | Kreis Pingnan 屏南县 (Provinz Fujian), Kreis Zhenghe 政和县 (Provinz Fujian) | Siping Opera                                                         |
| IV-12 (156)       | Chuanju 川剧 | Chuanju (Sichuan-Oper) | Chongqing 重庆市, Provinz Sichuan | Sichuan Opera                                                        |
| IV-13 (157)       | Xiangju 湘剧 | Xiangju (Hunan-Oper) | Hengyang 衡阳市 (Provinz Hunan) | Xiang Opera                                                          |
| IV-14 (158)       | Guangchang mengxi 广昌孟戏 | Guangchang mengxi | Kreis Guangchang 广昌县 (Provinz Jiangxi) | Guangchang Meng Opera                                                |
| IV-15 (159)       | Zhengzixi 正字戏 | Zhengzixi | Lufeng (Shanwei) 陆丰市 (Provinz Guangdong) | Zhengzi Opera                                                        |
| IV-16 (160)       | Qinqiang 秦腔 | Qinqiang (Shaanxi-Oper) | Provinz Shaanxi | Qinqiang Opera                                                       |
| IV-17 (161)       | Handiao-huanghuang 汉调桄桄 | Handiao-huanghuang | Hanzhong 汉中市 (Provinz Shaanxi) | The Han Tune Guangguang Opera                                        |
| IV-18 (162)       | Jinju 晋剧 | Jinju (Shanxi-Oper) | (Provinz Shanxi) | Jin Opera                                                            |
| IV-19 (163)       | Puzhou bangzi 蒲州梆子 | Puzhou bangzi | Linfen 临汾市 (Provinz Shanxi), Yuncheng 运城市 (Provinz Shanxi) | The Puzhou Bangzi Opera                                              |
| IV-20 (164)       | Beilu bangzi 北路梆子 | Beilu bangzi | Xinzhou 忻州市 (Provinz Shanxi) | The Beilu Bangzi Opera                                               |
| IV-21 (165)       | Shangdang bangzi 上党梆子 | Shangdang bangzi (inkl. Shangdang erhuang) | Jincheng 晋城市 (Provinz Shanxi) | Shangdang Bangzi Opera                                               |
| IV-22 (166)       | Hebei bangzi 河北梆子 | Hebei bangzi | (Provinz Hebei) | Hebei Bangzi                                                         |
| IV-23 (167)       | Yuju 豫剧 | Yuju (Henan-Oper) | (Provinz Henan) | Yu Opera                                                             |
| IV-24 (168)       | Wanbang 宛梆 | Wanbang | Kreis Neixiang 内乡县 (Provinz Henan) | Yuanbang (lies:Wanbang) Opera                                        |
| IV-25 (169)       | Huaibang 怀梆 | Huaibang | Qinyang 沁阳市 (Provinz Henan) | Huaibang Opera                                                       |
| IV-26 (170)       | dapingdiao 大平调 | dapingdiao | Kreis Puyang 濮阳县 (Provinz Henan), Kreis Hua (Anyang) 滑县 (Provinz Henan), Kreis Yanjin (Xinxiang) 延津县 (Provinz Henan) | Daping Tune Opera                                                    |
| IV-27 (171)       | Yuediao 越调 | Yuediao | Zhoukou 周口市 (Provinz Henan) | Yue Tune                                                             |
| IV-28 (172)       | Jingju 京剧 | Jingju (Peking-Oper) | Chinesische Pekingoper-Akademie (Zhongguo jingjuyuan 中国京剧院), Peking, Tianjin, Liaoning, Shandong, Shanghai | Peking Opera                                                         |
| IV-29 (173)       | Huiju 徽剧 | Huiju (Anhui-Oper) | Provinz Anhui, Huangshan 黄山市 (Provinz Anhui), Kreis Wuyuan 婺源县 (Provinz Jiangxi) | Hui Opera                                                            |
| IV-30 (174)       | Hanju 汉剧 | Hanju (Hankou-Oper) | Wuhan 武汉市 (Provinz Hubei) | Han Opera                                                            |
| IV-31 (175)       | Handiao-erhuang 汉调二簧 | Handiao-erhuang | Ankang 安康市 (Provinz Shaanxi) | Handiao Erhuang Opera                                                |
| IV-32 (176)       | Taining Meilinxi 泰宁梅林戏 | Taining Meilinxi | Kreis Taining 泰宁县 (Provinz Fujian) | Meilin Opera in Taining                                              |
| IV-33 (177)       | Minxi Hanju 闽西汉剧 | Minxi Hanju | Longyan 龙岩市 (Provinz Fujian) | Western Fujian Province Han Opera                                    |
| IV-34 (178)       | Balingxi 巴陵戏 | Balingxi | Yueyang 岳阳市 (Provinz Henan) | The Baling Opera                                                     |
| IV-35 (179)       | Jinghexi 荆河戏 | Jinghexi | Kreis Li 澧县 (Provinz Hunan) | The Jinghe Opera                                                     |
| IV-36 (180)       | Yueju 粤剧 | Yueju (Kantonesische Oper) | Guangdong Sheng wenhuating 广东省文化厅, Hong Kong SAR Government’s Department of Home Affairs 香港特别行政区民政事务局, Macau SAR Kulturbüro 澳门特别行政区文化局 Guangzhou 广州市 (Provinz Guangdong), Foshan 佛山市 (Provinz Guangdong) | Cantonese Opera                                                      |
| IV-37 (181)       | Guiju 桂剧 | Guiju (Guilin-Oper) | Autonome Region Guangxi der Zhuang | Gui Opera                                                            |
| IV-38 (182)       | Yihuangxi 宜黄戏 | Yihuangxi | Kreis Yihuang 江西省宜黄县 (Provinz Jiangxi) | Yihuang Opera                                                        |
| IV-39 (183)       | luantan 乱弹 | luantan | Taizhou 台州市 (Provinz Zhejiang), Kreis Pujiang 浦江县 (Provinz Zhejiang) | The Thrum Opera                                                      |
| IV-40 (184)       | Shijiazhuang sixian 石家庄丝弦 | Shijiazhuang sixian | Shijiazhuang 石家庄市 (Provinz Hebei) | Shijiazhuang Sixian Opera                                            |
| IV-41 (185)       | Yanbei shuahai'er 雁北耍孩儿 | Yanbei shuahai'er | Datong 大同市 (Provinz Shanxi) | The Yanbei Playing Children Opera                                    |
| IV-42 (186)       | 灵丘罗罗腔 | Lingqiu luoluoqiang | Kreis Lingqiu 灵丘县 (Provinz Shanxi) | Lingqiu Luoluo Tune                                                  |
| IV-43 (187)       | Liuzixi 柳子戏 | Liuzixi | (Provinz Shandong) | Liuzi Opera                                                          |
| IV-44 (188)       | Daxianxi 大弦戏 | Daxianxi | Kreis Hua 滑县 (Provinz Henan), Puyang 濮阳县 (Provinz Henan) | Daxian Opera                                                         |
| IV-45 (189)       | Minju 闽剧 | Minju (Hakka-Oper) | Fuzhou 福州市 (Provinz Fujian) | Min Opera                                                            |
| IV-46 (190)       | Shouning Beiluxi 寿宁北路戏 | Shouning Beiluxi | Kreis Shouning 寿宁县 (Provinz Fujian) | Shouning Beilu Opera                                                 |
| IV-47 (191)       | Xiqinxi 西秦戏 | Xiqinxi | Kreis Haifeng 海丰县 (Provinz Guangdong) | Xiqin Opera                                                          |
| IV-48 (192)       | Gaojiaxi 高甲戏 | Gaojiaxi | Quanzhou 泉州市 (Provinz Fujian), Xiamen 厦门市 (Provinz Fujian) | Gaojia Opera                                                         |
| IV-49 (193)       | wanwanqiang 碗碗腔(孝义碗碗腔) | wanwanqiang (Xiaoyi wanwanqiang) | Xiaoyi 孝义市 (Provinz Shanxi) | Wanwan Qiang (Wanwan Tune)                                           |
| IV-50 (194)       | Siping diao 四平调 | Siping diao | Shangqiu 商丘市 (Provinz Henan), Puyang 濮阳市 (Provinz Henan) | Siping Tune Opera                                                    |
| IV-51 (195)       | Pingju 评剧 | Pingju | Stadtbezirk Baodi 宝坻区 (Tianjin), Kreis Luannan 滦南县 (Provinz Hebei), Shenyang 沈阳市 (Provinz Liaoning) | Ping Opera                                                           |
| IV-52 (196)       | Wu'an pingdiao-laozi 武安平调落子 | Wu'an pingdiao-laozi | Wu’an 武安市 (Provinz Hebei) | Wu'an Pingdiao and Wu'an Laozi                                       |
| IV-53 (197)       | Yueju 越剧 | Yueju (Shaoxing-Oper) | Provinz Zhejiang, Shanghai | Yue Opera                                                            |
| IV-54 (198)       | Huju 沪剧 | Huju (Shanghai-Oper) | Shanghai | Hu Opera                                                             |
| IV-55 (199)       | Suju 苏剧 | Suju (Suzhou-Oper) | Suzhou 苏州市 (Provinz Jiangsu) | Su Opera                                                             |
| IV-56 (200)       | Yangju 扬剧 | Yangju (Yangzhou-Oper) | Yangzhou 扬州市 (Provinz Jiangsu) | Yang Opera                                                           |
| IV-57 (201)       | Luju 庐剧 | Luju (Lu-Oper) | Hefei 合肥市 (Provinz Anhui), Lu’an 六安市 (Provinz Anhui) | Lu Opera                                                             |
| IV-58 (202)       | Chuju 楚剧 | Chuju (Hubei-Oper) | (Provinz Hubei) | Chu Opera                                                            |
| IV-59 (203)       | Jingzhou huaguxi 荆州花鼓戏 | Jingzhou huaguxi | Qianjiang 潜江市 (Provinz Hubei) | Jingzhou Flower-Drum Opera                                           |
| IV-60 (204)       | huangmeixi 黄梅戏 | huangmeixi | Anqing 安庆市 (Provinz Anhui), Kreis Huangmei 黄梅县 (Provinz Hubei) | Huangmei Opera                                                       |
| IV-61 (205)       | Shangluo huagu 商洛花鼓 | Shangluo huagu | Shangluo 商洛市 (Provinz Shaanxi) | Shangluo Flower-Drum Opera                                           |
| IV-62 (206)       | Sizhouxi 泗州戏 | Sizhouxi | Bengbu 蚌埠市 (Provinz Anhui), Suzhou 宿州市 (Provinz Anhui) | Sizhou Opera                                                         |
| IV-63 (207)       | Liuqinxi 柳琴戏 | Liuqinxi | Zaozhuang 枣庄市 (Provinz Shandong) | Liuqin Opera                                                         |
| IV-64 (208)       | gezaixi 歌仔戏 | gezaixi | Zhangzhou 漳州市 (Provinz Fujian), Xiamen 厦门市 (Provinz Fujian) | Gezai Opera                                                          |
| IV-65 (209)       | caichaxi 采茶戏(赣南采茶戏、桂南采茶戏) | caichaxi (Gannan caicha-xi, Guinan caicha-xi) | Ganzhou 赣州市 (Provinz Jiangxi), Bobai 博白县 (Autonome Region Guangxi der Zhuang) | Tea-picking Opera                                                    |
| IV-66 (210)       | wuyinxi 五音戏 | wuyinxi | Zibo 淄博市 (Provinz Shandong) | Wuyin Opera                                                          |
| IV-67 (211)       | maoqiang 茂腔 | maoqiang | Gaomi 高密市 (Provinz Shandong), Jiaozhou 胶州市 (Provinz Shandong) | Mao Tune                                                             |
| IV-68 (212)       | Quju 曲剧 | Quju | Provinz Henan | Qu Opera                                                             |
| IV-69 (213)       | quzixi 曲子戏(敦煌曲子戏、华亭曲子戏) | quzixi (Dunhuang quzi-xi, Huating quzi-xi) | Dunhuang 敦煌市 (Provinz Gansu), Kreis Huating 华亭县 (Provinz Gansu) | Quzi Opera                                                           |
| IV-70 (214)       | yanggexi 秧歌戏(隆尧秧歌戏、定州秧歌戏、朔州秧歌戏、繁峙秧歌戏) | yanggexi (Longyao yanggexi, Dingzhou yanggexi, Suzhou yanggexi, Fanshi yanggexi) | Kreis Longyao 隆尧县 (Provinz Hebei), Dingzhou 定州市 (Provinz Hebei), Stadtbezirk Shuocheng 朔城区 (Provinz Shanxi), Shuozhou 朔州市 (Provinz Shanxi), Fanshi 繁峙县 (Provinz Shanxi) | Yangge Opera                                                         |
| IV-71 (215)       | daoqingxi 道情戏(晋北道情戏、临县道情戏、太康道情戏、蓝关山西省右玉县、临县河南省太康县戏、陇剧)                                                                                         | daoqingxi (Jinbei daoqingxi, Linxian daoqingxi, Zhoukou daoqingxi, Languanxi) | Kreis Youyu 右玉县 (Provinz Shanxi), Kreis Lin 临县 (Provinz Shanxi), Kreis Taikang 太康县 (Provinz Henan), Laizhou 莱州市 (Provinz Shandong), (Provinz Gansu) | Daoqing Opera                                                        |
| IV-72 (216)       | hahaqiang 哈哈腔 | hahaqiang | Kreis Qingyuan 清苑县 (Provinz Hebei), Kreis Qing 青县 (Provinz Hebei) | Haha Tune                                                            |
| IV-73 (217)       | errentai 二人台 | errentai | Hohhot 呼和浩特市 (Innere Mongolei), Kreis Hequ 河曲县 (Provinz Shanxi), Kreis Kangbao 康保县 (Provinz Hebei) | Er Ren Tai                                                           |
| IV-74 (218)       | baizixi 白字戏 | baizixi | Kreis Haifeng 海丰县 (Provinz Guangdong) | Baizi Opera                                                          |
| IV-75 (219)       | huachaoxi 花朝戏 | huachaoxi | Kreis Zijin 紫金县 (Provinz Guangdong) | Huachao Opera                                                        |
| IV-76 (220)       | caidiao 彩调 | caidiao | Autonome Region Guangxi der Zhuang | Cai Tune                                                             |
| IV-77 (221)       | dengxi 灯戏(梁山灯戏、川北灯戏) | dengxi (Liangshan dengxi, Chuanbei dengxi) | Kreis Liangping 梁平县 (Chongqing), Nanchong 南充市 (Provinz Sichuan) | Lantern Opera                                                        |
| IV-78 (222)       | huadengxi 花灯戏(思南花灯戏、玉溪花灯戏) | huadengxi (Sinan huadengxi, Yuxi huadengxi) | Kreis Sinan 思南县 (Provinz Guizhou), Yuxi 玉溪市 (Provinz Yunnan) | Huadeng Opera                                                        |
| IV-79 (223)       | yigougou 一勾勾 | yigougou | Kreis Linyi 临邑县 (Provinz Shandong) | Yigougou Opera                                                       |
| IV-80 (224)       | Zangxi 藏戏(拉萨觉木隆、日喀则迥巴、日喀则南木林湘巴、日喀则仁布江嘎尔、山南雅隆扎西雪巴、山南琼结卡卓扎西宾顿、黄南藏戏)                                                                | Zangxi (Tibetische Oper) (Lhasa juemulong, Xigazê jongba, Xigazê nanmulin xiangba, Xigazê Renbu-jiang gaer, Shannan Yalong zhaxi xueba, Shannan Qingjiekazhuo zhaxi bindun, Huangnan Zangxi)                                                                                         | Autonomes Gebiet Tibet; Autonomer Bezirk Huangnan der Tibeter 黄南藏族自治州 (Provinz Qinghai) | Tibetische Oper, Tibetan Opera -- 'Living Fossil' of Tibetan Culture |
| IV-81 (225)       | Shannan Menbaxi 山南门巴戏 | Shannan Menbaxi (Monpa-Oper) | Autonomes Gebiet Tibet | Shannan Menba Opera                                                  |
| IV-82 (226)       | Zhuangju 壮剧 | Zhuangju (Zhuang-Oper) | Autonomes Gebiet Guangxi der Zhuang | Zhuangju Opera                                                       |
| IV-83 (227)       | Dongxi 侗戏 | Dongxi (Dong-Oper) | Kreis Liping 黎平县 (Provinz Guizhou) | Dong Opera                                                           |
| IV-84 (228)       | Buyixi 布依戏 | Buyixi (Bouyei-Oper) | Kreis Ceheng 册亨县 (Provinz Guizhou) | Buyi Opera                                                           |
| IV-85 (229)       | Yizu Cuotaiji 彝族撮泰吉 | Cuotaiji der Yi-Nationalität | Autonomer Kreis Weining der Yi, Hui und Miao 威宁彝族回族苗族自治县 (Provinz Guizhou) | Yi Minority Cuotai                                                   |
| IV-86 (230)       | Daiju 傣剧 | Daiju (Dai-Oper) | Autonomer Bezirk Dehong der Dai und Jingbo 德宏傣族景颇族自治州 (Provinz Yunnan) | Dai Opera                                                            |
| IV-87 (231)       | Mulianxi 目连戏(徽州目连戏、辰河目连戏、南乐目连戏) | Mulianxi (Huizhou Mulianxi, Chenhe Mulianxi, Nanle Mulianxi) | Kreis Qimen 祁门县 (Provinz Anhui), Kreis Xupu 溆浦县 (Provinz Hunan), Kreis Nanle 南乐县 (Provinz Henan) | Mulian Opera                                                         |
| IV-88 (232)       | luogu-zaxi 锣鼓杂戏 | luogu-zaxi | Kreis Linyi 临猗县 (Provinz Shanxi) | The Opera of Gongs and Drums                                         |
| IV-89 (233)       | nuoxi 傩戏(武安傩戏、池州傩戏、侗族傩戏、沅陵辰州傩戏、德江傩堂戏) | nuoxi (Wu'an nuoxi, Chizhou nuoxi, Dong-Nationalität nuoxi, Yuanling Chenzhou nuoxi, Dejiang nuotangxi) | Wu’an 武安市 (Provinz Hebei), Chizhou 池州市 (Provinz Anhui), Autonomer Kreis Xinhuang der Dong 新晃侗族自治县 (Provinz Hunan), Kreis Yuanling 沅陵县 (Provinz Hunan), Kreis Dejiang 德江县 (Provinz Guizhou) | Nuo Drama                                                            |
| IV-90 (234)       | Anshun dixi 安顺地戏 | Anshun dixi | Anshun 安顺市 (Provinz Guizhou) | Di Opera in Anshun Die Erde-Oper                                     |
| IV-91 (235)       | piyingxi 皮影戏(唐山皮影戏、冀南皮影戏、孝义皮影戏、复州皮影戏、海宁皮影戏、江汉平原皮影戏、陆丰皮影戏、华县皮影戏、华阴老腔、阿宫腔、弦板腔、环县道情皮影戏、凌源皮影戏)                | piyingxi (Tangshan piying-xi, Jinan piying-xi, Xiaoyi piying-xi, Fuzhou piying-xi, Haining piying-xi, Jianghan pingyuan piying-xi, Lufeng piying-xi, Huaxian piying-xi, Huayin laoqiang, Egongqiang, xianbanqiang, Huanxian daoqing piying-xi, Lingyuan piying-xi)                   | Tangshan 唐山市 (Provinz Hebei), Handan 邯郸市 (Provinz Hebei), Xiaoyi 孝义市 (Provinz Shanxi), Wafangdian 瓦房店市 (Provinz Liaoning), Haining 海宁市 (Provinz Zhejiang), Qianjiang 潜江市 (Provinz Hubei), Shanwei 汕尾市 (Provinz Guangdong), Weinan 渭南市 (Provinz Shaanxi), Huayin 华阴市 (Provinz Shaanxi), Kreis Fuping 富平县 (Provinz Shaanxi), Kreis Qian 乾县 (Provinz Shanxi), Kreis Hua 环县 (Provinz Gansu), Lingyuan 凌源市 (Provinz Liaoning) | Shadow Play                                                          |
| IV-92 (236)       | mu'ouxi 木偶戏(泉州提线木偶戏、晋江布袋木偶戏、漳州布袋木偶戏、辽西木偶戏、邵阳布袋戏、高州木偶戏、潮州铁枝木偶戏、临高人偶戏、川北大木偶戏、石阡木偶戏、郃阳提线木偶戏、泰顺药发木偶戏) | mu'ouxi oder Puppendrama (Quanzhou tihong mu'ouxi; Jinjiang budai mu'ouxi; Zhangzhou budai mu'ouxi; Liaoxi mu'ouxi; Shaoyang budaixi; Gaozhou mu'ouxi; Chaozhou tiezhi mu'ouxi; Lingao ren'ouxi; Chuanbei da mu'ouxi; Shiqian mu'ouxi; Heyang tixian mu'ouxi; Taishun yaofa mu'ouxi) | Quanzhou 泉州市 (Provinz Fujian), Jinjiang 晋江市 (Provinz Fujian), Zhangzhou 漳州市 (Provinz Fujian), Jinzhou 锦州市 (Provinz Liaoning), Kreis Shaoyang 邵阳县 (Provinz Hunan), Gaozhou 高州市 (Provinz Guangdong), Chaozhou 潮州市 (Provinz Guangdong), Kreis Lingao 临高县 (Provinz Hainan), Provinz Sichuan, Kreis Shiqian 石阡县 (Provinz Guizhou), Provinz Shaanxi, Kreis Taishun 泰顺县 (Provinz Zhejiang)                                              | Puppet Shows                                                         |

## Quyi (volkstümliche Gesangs- und Vortragskunstform)
| Gruppe (lfd. Nr.) | chinesischer Name (Pinyin)                  | Übersetzung                                    | Kreis/Ort & Provinz | sonstiges                                   |
| ----------------- | ------------------------------------------- | ---------------------------------------------- | --- | ------------------------------------------- |
| V—1 (237)         | Suzhou pingtan 苏州评弹(苏州评话、苏州弹词) | Suzhou pingtan (Suzhou pinghua, Suzhou tanci)  | Suzhou 苏州市 (Provinz Jiangsu) | Suzhou Pingtan                              |
| V—2 (238)         | Yangzhou pinghua 扬州评话                   | Yangzhou pinghua                               | Yangzhou 扬州市 (Provinz Jiangsu) | Yangzhou Pinghua                            |
| V—3 (239)         | Fuzhou pinghua 福州评话                     | Fuzhou pinghua                                 | Fuzhou 福州市 (Provinz Fujian) | Fuzhou Storytelling                         |
| V—4 (240)         | Shandong dagu 山东大鼓                      | Shandong dagu                                  | Provinz Shandong | Shandong Dagu                               |
| V—5 (241)         | Xihe dagu 西河大鼓                          | Xihe dagu                                      | Hejian 河间市 (Provinz Hebei) | Xihe Dagu                                   |
| V—6 (242)         | Dongbei dagu 东北大鼓                       | Dongbei dagu                                   | Shenyang 沈阳市 (Provinz Liaoning), (Provinz Heilongjiang) | Dongbei Dagu                                |
| V—7 (243)         | Muban dagu 木板大鼓                         | Muban dagu                                     | Kreis Cang 沧县 (Provinz Hebei) | Cangzhou Muban Dagu                         |
| V—8 (244)         | Laoting dagu 乐亭大鼓                       | Laoting dagu                                   | Kreis Laoting 乐亭县 (Provinz Hebei) | Laoting Dagu                                |
| V—9 (245)         | Lu'an dagu 潞安大鼓                         | Lu'an dagu                                     | Changzhi 长治市 (Provinz Shanxi) | Lu'an Dagu                                  |
| V—10 (246)        | Jingdong dagu 京东大鼓                      | Jingdong dagu                                  | Stadtbezirk Baodi 宝坻区 (Tianjin) | Jingdong Dagu                               |
| V—11 (247)        | Jiaodong dagu 胶东大鼓                      | Jiaodong dagu                                  | Yantai 烟台市 (Provinz Shandong) | Jiaodong Dagu                               |
| V—12 (248)        | Heluo dagu 河洛大鼓                         | Heluo dagu                                     | Luoyang 洛阳市 (Provinz Henan) | Heluo Dagu                                  |
| V—13 (249)        | Wenzhou guci 温州鼓词                       | Wenzhou guci                                   | Rui’an 瑞安市 (Provinz Zhejiang) | Wenzhou Guci, Wenzhou Guci                  |
| V—14 (250)        | Shanbei shuoshu 陕北说书                    | Shanbei shuoshu                                | Yan’an 延安市 (Provinz Shaanxi) | Northern Shaanxi Shuoshu                    |
| V—15 (251)        | Fuzhou cheyi 福州伬艺                       | Fuzhou cheyi                                   | Fuzhou 福州市 (Provinz Fujian) | Fuzhou Chi Yi                               |
| V—16 (252)        | Nanping nanci 南平南词                      | Nanping nanci                                  | Nanping 南平市 (Provinz Fujian) | Nanping Nanci                               |
| V—17 (253)        | Shaoxing pinghu diao 绍兴平湖调             | Shaoxing pinghu diao                           | Shaoxing 绍兴市 (Provinz Zhejiang) | Shaoxing Pinghu Tune, Shaoxing Pinghu Tune  |
| V—18 (254)        | Lanxi tanhuang 兰溪摊簧                     | Lanxi tanhuang                                 | Lanxi 兰溪市 (Provinz Zhejiang) | Lanxi Tanhuang                              |
| V—19 (255)        | xianxiao 贤孝(凉州贤孝、河州贤孝)           | xianxiao (Liangzhou xianxiao, Hezhou xianxiao) | Wuwei 武威市 (Provinz Gansu), Linxia 临夏市 (Provinz Gansu) | Liangzhou Xianxiao & Hezhou Xianxiao        |
| V—20 (256)        | Henan zhuizi 河南坠子                       | Henan zhuizi                                   | Provinz Henan | Henan Zhuizi                                |
| V—21 (257)        | Shandong qinshu 山东琴书                    | Shandong qinshu                                | Provinz Shandong | Shandong Qinshu                             |
| V—22 (258)        | luogushu 锣鼓书                             | luogushu                                       | Stadtbezirk Nanhui 南汇区, Shanghai | Luogushu                                    |
| V—23 (259)        | Shaoxing lianhualao 绍兴莲花落              | Shaoxing lianhualao                            | Shaoxing 绍兴县 (Provinz Zhejiang) | Shaoxing Lianhua Lao                        |
| V—24 (260)        | Lanzhou guzi 兰州鼓子                       | Lanzhou guzi                                   | Lanzhou 兰州市 (Provinz Gansu) | Lanzhou Drum Song                           |
| V—25 (261)        | Yangzhou qingqu 扬州清曲                    | Yangzhou qingqu                                | Yangzhou 扬州市 (Provinz Jiangsu) | Yangzhou Qingqu                             |
| V—26 (262)        | jinge 锦歌                                  | jinge                                          | Zhangzhou 漳州市 (Provinz Fujian) | Jinge Songs                                 |
| V—27 (263)        | Changde sixian 常德丝弦                     | Changde sixian                                 | Changde 常德市 (Provinz Hunan) | Changde Silk String Art                     |
| V—28 (264)        | Yulin xiaoqu 榆林小曲                       | Yulin xiaoqu                                   | Yulin 榆林市 (Provinz Shaanxi) | Yulin Folk Songs                            |
| V—29 (265)        | Tianjin shidiao 天津时调                    | Tianjin shidiao                                | Tianjin | Tianjin Shidiao                             |
| V—30 (266)        | Xinjiang quzi 新疆曲子                      | Xinjiang quzi                                  | Autonomer Bezirk Changji der Hui 昌吉回族自治州 (Xinjiang) | Xinjiang Quzi                               |
| V—31 (267)        | Longzhou shuochang 龙舟说唱                 | Longzhou shuochang                             | Stadtbezirk Shunde 顺德区, Foshan 佛山市 (Provinz Guangdong) | Dragon Boat Songs                           |
| V—32 (268)        | gupenge 鼓盆歌                              | gupenge                                        | Jingzhou 荆州市 (Provinz Hubei) | Basin-beating Song                          |
| V—33 (269)        | Hanchuan shanshu 汉川善书                   | Hanchuan shanshu                               | Hanchuan 汉川市 (Provinz Hubei) | Shanshu Story-telling in Hanchuan           |
| V—34 (270)        | gece 歌册(东山歌册)                         | gece (Dongshan gece)                           | Kreis Dongshan 东山县 (Provinz Fujian) | Dongshan Talking and Singin                 |
| V—35 (271)        | Dongbei errenzhuan 东北二人转               | Dongbei errenzhuan                             | Kreis Heishan 黑山县 (Provinz Liaoning), Tieling 铁岭市 (Provinz Liaoning), Provinz Jilin, Hailun 海伦市 (Provinz Heilongjiang) | Northeast Errenzhuan                        |
| V—36 (272)        | Fengyang huagu 凤阳花鼓                     | Fengyang huagu                                 | Kreis Fengyang 凤阳县 (Provinz Anhui) | Fengyang Flower Dru                         |
| V—37 (273)        | dazuigu 答嘴鼓                              | dazuigu                                        | Xiamen 厦门市 (Provinz Fujian) | Dazuigu Comic Dialogue                      |
| V—38 (274)        | xiaorehun 小热昏                            | xiaorehun                                      | Hangzhou 杭州市 (Provinz Zhejiang) | Xiaorehun News-telling                      |
| V—39 (275)        | Shandong kuaishu 山东快书                   | Shandong kuaishu                               | Provinz Shandong | Shandong Kuaishu                            |
| V—40 (276)        | Wulige'er 乌力格尔                          | uliger (Balladen)                              | Jalut-Banner 扎鲁特旗 (Innere Mongolei), Mittleres Horqin-Banner des Rechten Flügels 科尔沁右翼中旗 (Innere Mongolei), Autonomer Kreis Fuxin der Mongolen 阜新蒙古族自治县 (Provinz Liaoning), Autonomer Kreis Vorderer Gorlos der Mongolen 前郭尔罗斯蒙古族自治县 (Provinz Jilin) | Wulige'er Story-telling, Story Telling      |
| V—41 (277)        | Dawo'erzu wuqin 达斡尔族乌钦                | wuqin der Daur-Nationalität                    | Provinz Heilongjiang | Wuqin Story-telling of Dawo'er Ethnic Group |
| V—42 (278)        | Hezhezu yimakan 赫哲族伊玛堪                | yimakan der Hezhe-Nationalität                 | Provinz Heilongjiang | Yimakan Story-telling of Hezhe Ethnic Group |
| V—43 (279)        | Elunchunzu mosukun 鄂伦春族摩苏昆           | mosukun der Oroqen-Nationalität                | Provinz Heilongjiang | Mosukun of the Oronqen Minorit              |
| V—44 (280)        | Daizu zhangha 傣族章哈                      | zhangha der Dai-Nationalität                   | Autonomer Bezirk Xishuangbanna 西双版纳傣族自治州 (Provinz Yunnan) | Zhangha of Dai Minority                     |
| V—45 (281)        | Hasakezu ayitesi 哈萨克族阿依特斯           | aites der Kasachen-Nationalität                | Autonomer Bezirk Ili der Kasachen-Nationalität 伊犁哈萨克自治州 (Xinjiang) | Aites of Xinjiang Kazak Minority            |
| V—46 (282)        | Buyizu bayin zuochang 布依族八音坐唱        | bayin zuochang der Bouyei-Nationalität         | Xingyi 兴义市 (Provinz Guizhou) | Bayin Zuochang of Buyi Minority             |

## Akrobatik und Athletik
| Gruppe (lfd. Nr.) | chinesischer Name (Pinyin)                                         | Übersetzung                                                                                           | Kreis/Ort & Provinz                                                           | sonstiges                     |
| ----------------- | ------------------------------------------------------------------ | --- | ----------------------------------------------------------------------------- | ----------------------------- |
| VI-1 (283)        | Wuqiao zaji 吴桥杂技                                               | Wuqiao zaji (Akrobatik)                                                                               | Kreis Wuqiao 吴桥县 (Provinz Hebei)                                           | Wuqiao Acrobatics             |
| VI-2 (284)        | Liaocheng zaji 聊城杂技                                            | Liaocheng zaji (Akrobatik)                                                                            | Liaocheng 聊城市 (Provinz Shandong)                                           | Liaocheng Acrobatics          |
| VI-3 (285)        | Tianqiao zhongfan 天桥中幡                                         | Beijing Tianqiao zhongfan                                                                             | Peking                                                                        | Tianqiao Banner Stunts        |
| VI-4 (286)        | doukongzhu 抖空竹                                                  | doukongzhu                                                                                            | Stadtbezirk Xuanwu 宣武区 (Peking)                                            | Diabolo Spinning              |
| VI-5 (287)        | Weiwu'erzu dawazi 维吾尔族达瓦孜                                   | dawazi der Uiguren-Nationalität                                                                       | Xinjiang                                                                      | Uygur Darwaz                  |
| VI-6 (288)        | Ningde huotong xianshi 宁德霍童线狮                                | Ningde huotong xianshi                                                                                | Ningde 宁德市 (Provinz Fujian)                                                | Huotong Thread-lion Dance     |
| VI-7 (289)        | Shaolin gongfu 少林功夫                                            | Shaolin Kung Fu (Shaolin gongfu)                                                                      | Dengfeng 登封市 (Provinz Henan)                                               | Shaolin Kungfu                |
| VI-8 (290)        | Wudang wushu 武当武术                                              | Wudang-Kampfkunst (wushu)                                                                             | Shiyan 十堰市 (Provinz Hebei)                                                 | Wudang Wushu                  |
| VI-9 (291)        | Huizu chongdao wushu 回族重刀武术                                  | Doppelschwert (chongdao)-Kampfkunst der Hui-Nationalität                                              | Tianjin                                                                       | Huizu chongdao wushu          |
| VI-10 (292)       | Cangzhou wushu 沧州武术                                            | Cangzhou-Kampfkunst (der Hui-Nationalität)                                                            | Cangzhou 沧州市 (Provinz Hebei)                                               | Cangzhou Wushu                |
| VI-11 (293)       | taijiquan 太极拳(杨氏太极拳、陈氏太极拳)                           | Taijiquan (W.-G. T'ai-chi-ch'üan, „Schattenboxen“) (Yang-Stil des Taijiquan; Chen-Stil des Taijiquan) | Kreis Yongnian 永年县 (Provinz Hebei), Jiaozuo 焦作市 (Provinz Henan)         | Tai Ji Quan                   |
| VI-12 (294)       | Xingtai meihuaquan 邢台梅花拳                                      | Xingtai meihuaquan                                                                                    | Xingtai 邢台市 (Provinz Hebei)                                                | Xingtai Mei Hua Quan          |
| VI-13 (295)       | Shahe Tengpaizhen 沙河藤牌阵                                       | Shahe Ttengpaizhen                                                                                    | Shahe 沙河市 (Provinz Hebei)                                                  | Tengpai Battle Array of Shahe |
| VI-14 (296)       | Chaohanzu tiaoban, qiuqian 朝鲜族跳板、秋千 吉林省延边朝鲜族自治州 | tiaoban und qiuqian der koreanischen Nationalität                                                     | Autonomer Bezirk Yanbian der Koreaner (Provinz Jilin)                         | Korean See-Saw and Swinging   |
| VI-15 (297)       | Dawo'erzu chuantong qugunqiu jingji 达斡尔族传统曲棍球竞技         | Hockeyähnliches traditionelles Spiel (qugunqiu) der Daur-Nationalität                                 | Autonomes Banner Morin Dawa der Daur 莫力达瓦达斡尔族自治旗 (Innere Mongolei) | Daur Field Hockey             |
| VI-16 (298)       | Mengguzu boke 蒙古族搏克                                           | Ringen (boke) der mongolischen Nationalität                                                           | Innere Mongolei                                                               | Mongolian Wrestling           |
| VI-17 (299)       | cuju 蹴鞠                                                          | cuju (traditioneller Fußball)                                                                         | Zibo 淄博市 (Provinz Shandong)                                                | Cuju                          |

## Volkskunst
| Gruppe (lfd. Nr.) | chinesischer Name (Pinyin)                                                                                             | Übersetzung | Kreis/Ort & Provinz | sonstiges                                                                 |
| ----------------- | --- | --- | --- | ------------------------------------------------------------------------- |
| VII-1 (300)       | Yangliuqing muban nianhua 杨柳青木版年画                                                                               | Neujahrsholzschnitte (muban nianhua) aus Yangliuqing | Tianjin | Neujahrsholzschnitte aus Yangliuqing bei Tianjin                          |
| VII-2 (301)       | Wuqiang muban nianhua 武强木版年画                                                                                     | Neujahrsholzschnitte (muban nianhua) aus Wuqiang | Kreis Wuqiang 武强县 (Provinz Hebei) | Wuqiang New Year Woodprints                                               |
| VII-3 (302)       | Taohuawu muban nianhua 桃花坞木版年画                                                                                  | Neujahrsholzschnitte (muban nianhua) aus Taohuawu | Suzhou 苏州市 (Provinz Jiangsu) | Taohuawu New Year Woodprints                                              |
| VII-4 (303)       | Zhangzhou muban nianhua 漳州木版年画                                                                                   | Neujahrsholzschnitte (muban nianhua) aus Zhangzhou | Zhangzhou 漳州市 (Provinz Fujian) | Zhangzhou New Year Woodprints                                             |
| VII-5 (304)       | Yangjiabu muban nianhua 杨家埠木版年画                                                                                 | Neujahrsholzschnitte (muban nianhua) aus Yangjiabu | Weifang 潍坊市 (Provinz Shandong) | Yangjiabu New Year Woodprints                                             |
| VII-6 (305)       | Gaomi puhui nianhua 高密扑灰年画                                                                                       | Neujahrsdrucke aus Gaomi | Gaomi 高密市 (Provinz Shandong) | Gaomi Puhui New Year Painting                                             |
| VII-7 (306)       | Zhuxianzhen muban nianhua 朱仙镇木版年画                                                                               | Neujahrsholzschnitte (muban nianhua) aus Zhuxianzhen | Kaifeng 开封市 (Provinz Henan) | Zhuxianzhen New Year Woodprints                                           |
| VII-8 (307)       | Tantou muban nianhua 滩头木版年画                                                                                      | Neujahrsholzschnitte (muban nianhua) aus Tantou | Kreis Longhui 隆回县 (Provinz Hunan) | Tantou New Year Woodprints                                                |
| VII-9 (308)       | Foshan muban nianhua 佛山木版年画                                                                                      | Neujahrsholzschnitte (muban nianhua) aus Foshan | Foshan 佛山市 (Provinz Guangdong) | Foshan New Year Woodprints                                                |
| VII-10 (309)      | Liangping muban nianhua 梁平木版年画                                                                                   | Neujahrsholzschnitte (muban nianhua) aus Liangping | Kreis Liangping 重庆市梁平县 (Chongqing) | Liangping New Year Woodprints                                             |
| VII-11 (310)      | Mianzhu muban nianhua 绵竹木版年画                                                                                     | Neujahrsholzschnitte (muban nianhua) aus Mianzhu | Deyang 德阳市 (Provinz Sichuan) | Mianzhu New Year Woodprints                                               |
| VII-12 (311)      | Fengxiang muban nianhua 凤翔木版年画                                                                                   | Neujahrsholzschnitte (muban nianhua) aus Fengxiang | Kreis Fengxiang 凤翔县 (Provinz Shaanxi) | Fengxiang New Year Woodprints                                             |
| VII-13 (312)      | Naxizu Dongbahua 纳西族东巴画                                                                                          | Dongba-Bilder der Naxi-Nationalität | Lijiang 丽江市 (Provinz Yunnan) | Naxi Minority Dongba Painting                                             |
| VII-14 (313)      | Zangzu tangka 藏族唐卡(勉唐画派、钦泽画派、噶玛嘎孜画派)                                                               | thangka-Bilder der tibetischen Nationalität (Miantang huapai, Qinze huapai, Gamagazi huapai)                                                                                                  | Tibet, Autonomer Bezirk Garzê der Tibeter 甘孜藏族自治州 (Provinz Sichuan) | Tibetan Thangka                                                           |
| VII-15 (314)      | Hengshui neihua 衡水内画                                                                                               | Hengshui neihua-Bilder | Hengshui 衡水市 (Provinz Hebei) | Hengshui Interior Painting                                                |
| VII-16 (315)      | jianzhi 剪纸(蔚县剪纸、丰宁满族剪纸、中阳剪纸、医巫闾山满族剪纸、扬州剪纸、乐清细纹刻纸、广东剪纸、傣族剪纸、安塞剪纸) | Scherenschnitte (Yuxian jianzhi, Fengning Manzu jianzhi, Zhongyang jianzhi, Yiwulüshan Manzu jianzhi, Yangzhou jianzhi, Yueqing xiwen kezhi, Guangdong jianzhi, Daizu jianzhi, Ansai jianzhi) | Kreis Yu 蔚县 (Provinz Hebei), Autonomer Kreis Fengning der Mandschu 丰宁满族自治县 (Provinz Hebei), Kreis Zhongyang 中阳县 (Provinz Shanxi), Jinzhou 锦州市 (Provinz Liaoning), Yangzhou 扬州市 (Provinz Jiangsu), Yueqing 乐清市 (Provinz Zhejiang), Foshan 佛山市 (Provinz Guangdong), Shantou 汕头市 (Provinz Guangdong), Chaozhou 潮州市 (Provinz Guangdong), Mang 潞西市 (Provinz Yunnan), Kreis Ansai 安塞县 (Provinz Shaanxi) | Papercuts                                                                 |
| VII-17 (316)      | Guxiu 顾绣 | Guxiu-Stickerei | Stadtbezirk Songjiang 松江区 (Shanghai) | Gu Embroidery                                                             |
| VII-18 (317)      | Suxiu 苏绣 | Suxiu (Suzhou-Stickerei) | Suzhou 苏州市 (Provinz Jiangsu) | Su Embroidery                                                             |
| VII-19 (318)      | Xiangxiu 湘绣 | Xiangxiu (Changsha-Stickerei) | Changsha 长沙市 (Provinz Hunan) | Xiang Embroidery                                                          |
| VII-20 (319)      | Yuexiu 粤绣(广绣、潮绣)                                                                                                | Yuexiu (Guangdong-Stickerei) | Guangzhou 广州市 (Provinz Guangdong), Chaozhou 潮州市 (Provinz Guangdong) | Yue Embroidery                                                            |
| VII-21 (320)      | Shuxiu 蜀绣 | Shuxiu (Sichuan-Stickerei) | Chengdu 成都市 (Provinz Sichuan) | Shu Embroidery                                                            |
| VII-22 (321)      | Miaoxiu 苗绣(雷山苗绣、花溪苗绣、剑河苗绣)                                                                             | Miaoxiu (Miao-Stickerei) | Kreis Leishan 雷山县 (Provinz Guizhou), Guiyang 贵阳市 (Provinz Guizhou), Kreis Jianhe 剑河县 (Provinz Guizhou) | Miao Embroidery                                                           |
| VII-23 (322)      | Shuizu maweixiu 水族马尾绣                                                                                             | maweixiu der Sui-Nationalität („Pferdeschwanz-Stickerei“) | Autonomer Kreis Sandu der Sui 三都水族自治县 (Provinz Guizhou) | The Horsetail Embroidery of Shui Minority                                 |
| VII-24 (323)      | Tuzu panxiu 土族盘绣                                                                                                   | panxiu der Tu-Nationalität („Schalenstickerei“) | Autonomer Kreis Huzhu der Tu 互助土族自治县 (Provinz Qinghai) | Tu Minority Embroidery                                                    |
| VII-25 (324)      | tiaohua 挑花(黄梅挑花、花瑶挑花)                                                                                       | tiaohua (Huangmei tiaohua, Huayao tiaohua) | Kreis Huangmei 黄梅县 (Provinz Hubei), Kreis Longhui 隆回县 (Provinz Hunan) | Cross-stitch Embroidery Art                                               |
| VII-26 (325)      | Qingyang xiangbao xiuzhi 庆阳香包绣制                                                                                  | Qingyang xiangbao (Parfümbeutel) | Qingyang 庆阳市 (Provinz Gansu) | Qingyang Scented Sachet Embroidering                                      |
| VII-27 (326)      | Xiangya diaoke 象牙雕刻                                                                                                | Elfenbeinschnitzerei | Stadtbezirk Chongwen 崇文区 (Peking), Guangzhou 广州市 (Provinz Guangdong) | Ivory Carving                                                             |
| VII-28 (327)      | Yangzhou yudiao 扬州玉雕                                                                                               | Jadeschnitzerei aus Yangzhou | Yangzhou 扬州市 (Provinz Jiangsu) | Yangzhou Jade Carving                                                     |
| VII-29 (328)      | Xiuyan yudiao 岫岩玉雕                                                                                                 | Jadeschnitzerei aus Xiuyan | Autonomer Kreis Xiuyan der Mandschu 辽宁省岫岩满族自治县 (Provinz Liaoning) | Xiuyan Jade Carving                                                       |
| VII-30 (329)      | Fuxin manaodiao 阜新玛瑙雕                                                                                             | Achatschnitzerei aus Fuxin | Fuxin 阜新市 (Provinz Liaoning) | Fuxin Agate Carving                                                       |
| VII-31 (330)      | Yeguang beidiao 夜光杯雕                                                                                               | Becherschnitzerei aus Yeguang | Jiuquan 酒泉市 (Provinz Gansu) | Glittering Night Cup                                                      |
| VII-32 (331)      | jinshi zhuanke 金石篆刻(Xiling Yinshe 西泠印社)                                                                        | Metall- und Steinsiegelschnitzerei (Xiling Yinshe) | Xiling Yinshe 西泠印社, Hangzhou 杭州市 (Provinz Zhejiang) | Seal Engraving                                                            |
| VII-33 (332)      | Qingtian shidiao 青田石雕                                                                                              | Qingtian Steinschnitzerei | Qingtian 青田县 (Provinz Zhejiang) | Qingtian Stone Carving                                                    |
| VII-34 (333)      | Quyang shidiao 曲阳石雕                                                                                                | Quyang Steinschnitzerei | Quyang 曲阳县 (Provinz Hebei) | Quyang Stone Carving                                                      |
| VII-35 (334)      | Shoushan shidiao 寿山石雕                                                                                              | Shoushan Steinschnitzerei | Fuzhou 福州市 (Provinz Fujian) | Shoushan Stone Carving                                                    |
| VII-36 (335)      | Hui'an shidiao 惠安石雕                                                                                                | Hui'an Steinschnitzerei | Kreis Hui’an 惠安县 (Provinz Fujian) | Hui'an Stone Carving                                                      |
| VII-37 (336)      | Huizhou sandiao 徽州三雕(婺源三雕)                                                                                     | Drei Schnitzkünste aus Huizhou (Huizhou sandiao) | Huangshan 黄山市 (Provinz Anhui), Kreis Wuyuan 婺源县 (Provinz Jiangxi) | Huizhou Three Carvings                                                    |
| VII-38 (337)      | Linxia zhuandiao 临夏砖雕                                                                                              | Linxia Ziegelschnitzerei | Kreis Linxia 临夏县 (Provinz Gansu) | Linxia Brick Carving                                                      |
| VII-39 (338)      | Zangzu Gesa'er caihui shike 藏族格萨尔彩绘石刻                                                                         | König Gesar kolorierte Felschnitzerei der tibetischen Nationalität | Kreis Seda 色达县 (Provinz Sichuan) | Tibetan Gesa'er-Themed Painted Stone Engraving                            |
| VII-40 (339)      | Chaozhou mudiao 潮州木雕                                                                                               | Chaozhou Holzschnitzerei | Chaozhou 潮州市 (Provinz Guangdong) | Chaozhou Woodcarving                                                      |
| VII-41 (340)      | Ningbo zhujinqimudiao 宁波朱金漆木雕                                                                                   | Ningbo Zinnober und Goldlack Holzschnitzerei | Ningbo 宁波市 (Provinz Zhejiang) | Ningbo Cinnabar and Gold Lacquer Woodcarving                              |
| VII-42 (341)      | Yueqing huangyang mudiao 乐清黄杨木雕                                                                                  | Yueqing huangyang Holzschnitzerei | Yueqing 乐清市 (Provinz Zhejiang) | Dongyang Woodcarving                                                      |
| VII-43 (342)      | Dongyang mudiao 东阳木雕                                                                                               | Dongyang Holzschnitzerei | Dongyang 东阳市 (Provinz Zhejiang) | Dongyang Woodcarving                                                      |
| VII-44 (343)      | Zhangzhou mu'outou diaoke 漳州木偶头雕刻                                                                               | Zhangzhou Schnitzerei von hölzernen Puppenköpfen | Zhangzhou 漳州市 (Provinz Fujian) | Zhangzhou Puppet-head Carving                                             |
| VII-45 (344)      | Pingxiang-Xiangdong nuo mianju 萍乡湘东傩面具                                                                          | Pingxiang-Xiangdong nuo-Drama-Masken | Pingxiang 萍乡市 (Provinz Jiangxi) | Xiangdong Nuo Masks of Pingxiang                                          |
| VII-46 (345)      | zhuke 竹刻(嘉定竹刻、宝庆竹刻)                                                                                         | Bambusschnitzerei (Jiading Bambusschnitzerei, Baoqing Bambusschnitzerei) | Stadtbezirk Jiading 嘉定区 (Shanghai), Shaoyang 邵阳市 (Provinz Hunan) | Bamboo Carving                                                            |
| VII-47 (346)      | nisu 泥塑(天津泥人张、惠山泥人、凤翔泥塑、浚县泥咕咕)                                                                  | nisu („Tonskulpturen“) (Tianjin nirenzhang, Huishan niren, Fengxiang nisu, Xunxian nigugu, tönerne gugu-Skulpturen)                                                                           | Tianjin, Wuxi 无锡市 (Provinz Jiangsu), Kreis Fengxiang 凤翔县 (Provinz Shaanxi), Kreis Xun 浚县 (Provinz Henan) | Clay Figurines                                                            |
| VII-48 (347)      | Ta'er si suyouhua 塔尔寺酥油花                                                                                         | Butterschnitzkunst des Kumbum-Klosters (Tar-Kloster) | Kreis Huangzhong 湟中县 (Provinz Qinghai) | Butter Sculptures of the Tar Monastery                                    |
| VII-49 (348)      | Regong yishu 热贡艺术                                                                                                  | Repkong-Kunst | Tongren 同仁县 (Provinz Qinghai) | Regong Art                                                                |
| VII-50 (349)      | dengcai 灯彩(仙居花灯、硖石灯彩、泉州花灯、东莞千角灯、湟源排灯)                                                       | dengcai (Laternen) (Xianju huadeng, Xiashi dengcai, Quanzhou huadeng, Dongwan qianjiaodeng, Huangyuan paideng)                                                                                | Kreis Xianju 仙居县 (Provinz Zhejiang), Haining 海宁市 (Provinz Zhejiang), Quanzhou 泉州市 (Provinz Fujian), Dongguan 东莞市 (Provinz Guangdong), Kreis Huangyuan 湟源县 (Provinz Qinghai) | Festive Lanterns                                                          |
| VII-51 (350)      | Shengzhou zhubian 嵊州竹编                                                                                             | Shengzhou Bambusflechterei | Shengzhou 嵊州市 (Provinz Zhejiang) | Shengzhou Bamboo Weaving, Bamboo Weaves and Straw Weaves (MS Word; 54 kB) |

## Traditionelles Handwerk und Kunsthandwerk
| Gruppe (lfd. Nr.) | chinesischer Name (Pinyin)                                                     | Übersetzung | Kreis/Ort & Provinz | sonstiges                                                           |
| ----------------- | ------------------------------------------------------------------------------ | --- | --- | ------------------------------------------------------------------- |
| VIII-1 (351)      | Yixing zisha taozhizuo jiyi 宜兴紫砂陶制作技艺                                 | Yixing zisha Keramikmanufaktur                                                                                            | Yixing 宜兴市 (Provinz Jiangsu) | Yixing Purple Clay Pottery                                          |
| VIII-2 (352)      | Jieshou caitao shaozhi jiyi 界首彩陶烧制技艺                                   | Brenn- und Herstellungstechnik der Keramik mit buntem Dekor aus Jieshou                                                   | Jieshou 界首市 (Provinz Anhui) | Baking Techniques of Jieshou Painted Pottery                        |
| VIII-3 (353)      | Shiwan taosu jishu 石湾陶塑技艺                                                | Shiwan Tonskulpturenkunst                                                                                                 | Foshan 佛山市 (Provinz Guangdong) | Shiwan Pottery Sculpture Craft                                      |
| VIII-4 (354)      | Lizu yuanshi zhitao jishu 黎族原始制陶技艺                                     | Alte Keramikmanufaktur der Li-Nationalität                                                                                | Autonomer Kreis Changjiang der Li 昌江黎族自治县 (Provinz Hainan) | Ceramic Making of the Li Ethnic Group                               |
| VIII-5 (355)      | Daizu manlun zhitao jiyi 傣族慢轮制陶技艺                                      | Töpferei auf der langsamen Töpferscheibe der Dai-Nationalität                                                             | Autonomer Bezirk Xishuangbanna der Dai-Nationalität 西双版纳傣族自治州 (Provinz Yunnan) | Dai Slow Wheel Ceramics                                             |
| VIII-6 (356)      | Weiwu'erzu mozhifa tutao shaozhi jiyi 维吾尔族模制法土陶烧制技艺               | Formen, Brennen und Manufaktur der Tonwaren der Uiguren-Nationalität                                                      | Kreis Yengisar 英吉沙县 (Xinjiang), Kaschgar 喀什市 (Xinjiang), Turfan 吐鲁番地区 (Xinjiang) | Moulding Earthenware Technique of Xinjiang                          |
| VIII-7 (357)      | Jingdezhen shougong zhici jiyi 景德镇手工制瓷技艺                              | Porzellanmanufaktur von Jingdezhen                                                                                        | Jingdezhen 景德镇市 (Provinz Jiangxi) | Jingdezhen Ceramic Art                                              |
| VIII-8 (358)      | Yaozhou yao taoci shaozhi jiyi 耀州窑陶瓷烧制技艺                              | Brennen und Manufaktur der Keramik aus dem Yaozhou-Brennofen                                                              | Tongchuan 铜川市 (Provinz Shaanxi) | Porcelain Baking Techniques of Yaozhou Kiln                         |
| VIII-9 (359)      | Longquan qingci shaozhi jiyi 龙泉青瓷烧制技艺                                  | Brennen und Manufaktur des Seladons aus Longquan                                                                          | Longquan 龙泉市 (Provinz Zhejiang) | Longquan Celadon Baking Techniques                                  |
| VIII-10 (360)     | Cizhou-Brennofen                                                               | Brennen und Manufaktur des Cizhou-Brennofens                                                                              | Stadtbezirk Fengfeng Kuang (Provinz Hebei) | Porcelain Firing Craft of the Cizhou Kiln                           |
| VIII-11 (361)     | Dehua ci shaozhi jiyi 德化瓷烧制技艺                                           | Brennen und Manufaktur des Dehua-Porzellans                                                                               | Kreis Dehua 德化县 (Provinz Fujian) | Dehua Porcelain Firing                                              |
| VIII-12 (362)     | Chengcheng Yaotou taoci shaozhi jiyi 澄城尧头陶瓷烧制技艺                      | Brennen und Manufaktur der Chengcheng Yaotou Keramik                                                                      | Kreis Chengcheng 澄城县 (Provinz Shaanxi) | The Firing Technique For Ceramics In Yaotou Town, Chengcheng County |
| VIII-13 (363)     | Nanjing yunjin muji zhuanghua shougong jizao jiyi 南京云锦木机妆花手工织造技艺 | Nanjing yunjin („Wolkenbrokat“) Webstuhl und Webetechniken                                                                | Nanjing 南京市 (Provinz Jiangsu) | Nanjing Cloud Brocade                                               |
| VIII-14 (364)     | Songjin zhizao jishu 宋锦织造技艺                                              | Kunst und Technik des Song-Brokats                                                                                        | Suzhou 苏州市 (Provinz Jiangsu) | Song Brocade                                                        |
| VIII-15 (365)     | Suzhou kesi zhizao jiyi 苏州缂丝织造技艺                                       | Suzhou kesi Seidenweberei                                                                                                 | Suzhou 苏州市 (Provinz Jiangsu) | Suzhou Kesi Weaving                                                 |
| VIII-16 (366)     | Shujin zhizao jiyi 蜀锦织造技艺                                                | Shujin (Sichuan-Brokat) Webetechniken                                                                                     | Chengdu 成都市 (Provinz Sichuan) | Shu Brocade                                                         |
| VIII-17 (367)     | Wunijing shougong mianfangzhi jiyi 乌泥泾手工棉纺织技艺                        | Wunijing Baumwollwebetechniken                                                                                            | Stadtbezirk Xuhui 徐汇区 (Shanghai) | Wunijing Handmade Cotton Weaving                                    |
| VIII-18 (368)     | Tujiazu zhijin jiyi 土家族织锦技艺                                             | Brokatweberei der Tujia-Nationalität (xilankapu genanntes Brokat)                                                         | Autonomer Bezirk Xiangxi der Tujia und Miao 湘西土家族苗族自治州 (Provinz Hunan) | Brocade of the Tujia Minority                                       |
| VIII-19 (369)     | Lizu chuantong fangranzhixiu jiyi 黎族传统纺染织绣技艺                         | Färben und Weben der Li-Nationalität                                                                                      | Wuzhishan 五指山市 (Provinz Hainan), Autonomer Kreis Baisha der Li 白沙黎族自治县 (Provinz Hainan), Autonomer Kreis Baoting der Li und Miao 保亭黎族苗族自治县 (Provinz Hainan), Autonomer Kreis Ledong der Li 乐东黎族自治县 (Provinz Hainan), Dongfang 东方市 (Provinz Hainan) | Traditional Weaving, Dyeing and Embroidering of Li Minority         |
| VIII-20 (370)     | Zhuangzu zhijin jiyi 壮族织锦技艺                                              | Brokatweberei der Zhuang-Nationalität                                                                                     | Kreis Jingxi 靖西县 (Autonomes Gebiet Guangxi der Zhuang) | Zhuang Brocade                                                      |
| VIII-21 (371)     | Zangzu bangdian, kadian zhizao jiyi 藏族邦典、卡垫织造技艺                     | bangdian (apron) und kadian (rug), Wollwebtechniken der tibetischen Nationalität                                          | Regierungsbezirk Shannan 山南地区 (Autonomes Gebiet Tibet), Stadt Xigazê 日喀则地区 (Autonomes Gebiet Tibet) | Tibetan Bangdian and Kadian                                         |
| VIII-22 (372)     | Jiaya Zangzu zhitan jiyi 加牙藏族织毯技艺                                      | Tibetische Teppichherstellung                                                                                             | Kreis Huangzhong 湟中县 (Provinz Qinghai) | Tibetan Bangdian and Kadian                                         |
| VIII-23 (373)     | Weiwu'erzu huazhan, yinhuabi zhiran jiyi 维吾尔族花毡、印花布织染技艺          | Herstellung von dekorierten Teppichen und Kleidung der Uiguren-Nationalität                                               | Turfan 吐鲁番地区 (Xinjiang) | Uygur’s Flower Felt and Calico Weaving and Dyeing Technique         |
| VIII-24 (374)     | Nantong lanyinhuabu yinran jiyi 南通蓝印花布印染技艺                           | Indigoblaue Kleidungsdekoration und Drucktechniken aus Nantong                                                            | Nantong 南通市 (Provinz Jiangsu) | Nantong Blue Calico Printing and Dyeing                             |
| VIII-25 (375)     | Miaozu laran jiyi 苗族蜡染技艺                                                 | Batiktechniken für Kleidung der Miao-Nationalität                                                                         | Danzhai 丹寨县 (Provinz Guizhou) | Miao Batik                                                          |
| VIII-26 (376)     | Baizu zaran jiyi 白族扎染技艺                                                  | Färbetechniken der Bai-Nationalität                                                                                       | Dali 大理市 (Provinz Yunnan) | Tie-Dyeing Techniques of Bai Ethnic Group                           |
| VIII-27 (377)     | Xiangshanbang chuantong jianzhu yingzao jiyi 香山帮传统建筑营造技艺            | Traditionelle Architektur und Bautechniken von Xiangshanbang                                                              | Suzhou 苏州市 (Provinz Jiangsu) | Fragrant Hill Bang’s Traditional Construction Technique             |
| VIII-28 (378)     | Kejiazu tulou yingzao jiyi 客家土楼营造技艺                                    | tulou - traditionelle Architektur und Bautechniken der Hakka                                                              | Longyan 龙岩市 (Provinz Fujian) | Construction Technique of Hakka House Building (Earth Building)     |
| VIII-29 (379)     | Jingdezhen chuantong ciyao zuofang yingzao jiyi 景德镇传统瓷窑作坊营造技艺     | traditionelle Porzellanmanufaktur und Brennofen von Jingdezhen                                                            | Provinz Jiangxi | Construction of Jingdezhen Traditional Porcelain Workshop and Kiln  |
| VIII-30 (380)     | Dongzu mugou jianzhu yingzao jiyi 侗族木构建筑营造技艺                         | Holzarchitektur und -Bauweise der Dong-Nationalität                                                                       | Liuzhou 柳州市 (Autonomes Gebiet Guangxi der Zhuang), Autonomer Kreis Sanjiang der Dong 三江侗族自治县 (Autonomes Gebiet Guangxi der Zhuang) | Wooden Architecture of the Dong People                              |
| VIII-31 (381)     | Miaozhai diaojiaolou yingzao jiyi 苗寨吊脚楼营造技艺                           | diaojiaolou (überhängende Häuser)-Architektur und Gebäude der Miao-Dörfer                                                 | Kreis Leishan 雷山县 (Provinz Guizhou) | Suspended Wooden Houses Technique of the Miao Ethnic Group          |
| VIII-32 (382)     | Suzhou yuyao jinzhuan zhizuo jiyi 苏州御窑金砖制作技艺                         | Manufakturtechniken des kaiserlichen Brennofens für „goldene Ziegel“ (jinzhuan) von Suzhou                                | Suzhou 苏州市 (Provinz Jiangsu) | Suzhou Imperial Kiln Gold Bricks Technique                          |
| VIII-33 (383)     | Miaozu lusheng zhizuo jiyi 苗族芦笙制作技艺                                    | Lusheng (Mundorgel)-Bautechniken der Miao-Nationalität                                                                    | Kreis Leishan 雷山县 (Provinz Guizhou), Kreis Daguan 大关县 (Provinz Yunnan) | Lusheng-making Technique of the Miao Ethnic Group                   |
| VIII-34 (384)     | Yuping xiaodi zhizuo jiyi 玉屏箫笛制作技艺                                     | Kerbspaltflötenbautechniken von Yuping                                                                                    | Autonomer Kreis Yuping der Dong 玉屏侗族自治县 (Provinz Guizhou) | Yuping Vertical Flute Technique                                     |
| VIII-35 (385)     | Yangcheng shengtie yezhu jiyi 阳城生铁冶铸技艺                                 | Roheisenproduktionstechniken von Yangcheng                                                                                | Kreis Yangcheng 阳城县 (Provinz Shanxi) | Yangcheng Cast Iron Technique                                       |
| VIII-36 (386)     | Nanjing jinbo duanzhi zhi jiyi 南京金箔锻制技艺                                | Goldfolien-Technik von Nanjing                                                                                            | Nanjing 南京市 (Provinz Jiangsu) | Golden Foil Technique of Nanjing                                    |
| VIII-37 (387)     | Longquan baojian duanzhi jiyi 龙泉宝剑锻制技艺                                 | Schwert (baojian)-Schmiedetechniken von Longquan                                                                          | Longquan 龙泉市 (Provinz Zhejiang) | The Longquan Sword Technique                                        |
| VIII-38 (388)     | Zhang Xiaoquan jiandao duanzhi jiyi 张小泉剪刀锻制技艺                         | Scheren (jiandao)-Schmiedetechnik von Zhang Xiaoquan                                                                      | Hangzhou 杭州市 (Provinz Zhejiang) | Hangzhou Zhang Xiaoquan Scissors Technique                          |
| VIII-39 (389)     | Wuhu tiehua duanzhi jiyi 芜湖铁画锻制技艺                                      | Schmiedetechniken der aus Gusseisen geformten Reliefbilder (tiehua) von Wuhu                                              | Wuhu 芜湖市 (Provinz Anhui) | Wuhu Iron Picture Making, Eisenmalerei aus Wuhu                     |
| VIII-40 (390)     | Miaozu yinshi duanzhi jiyi 苗族银饰锻制技艺                                    | Herstellungstechniken des Silberschmucks der Miao-Nationalität                                                            | Kreis Leishan 雷山县 (Provinz Guizhou), Kreis Fenghuang 凤凰县 (Provinz Hunan) | Silver Ornaments Making of the Miao Ethnic Group                    |
| VIII-41 (391)     | Achangzu husadao duanzhi jiyi 阿昌族户撒刀锻制技艺                             | Husa-Messer-Schmiedetechniken der Achang-Nationalität                                                                     | Kreis Longchuan 陇川县 (Provinz Yunnan) | Husa Knife Making of the Achang Ethnic Group                        |
| VIII-42 (392)     | Bao'anzu yaodao duanzhi jiyi 保安族腰刀锻制技艺                                | Hüftmesser (yaodao)-Schmiedetechniken Bao'an-Nationalität                                                                 | Autonomer Kreis Jishishan der Bao'an, Dongxiang und Salar 积石山保安族东乡族撒拉族自治县 (Provinz Gansu) | Waist Knives Making of the Bao’an Ethnic Group                      |
| VIII-43 (393)     | Jingtailan zhizuo jiyi 景泰蓝制作技艺                                          | Cloisonné-Techniken (Peking)                                                                                              | Stadtbezirk Chongwen 崇文区 (Peking) | Chinese Cloisonne Techniques                                        |
| VIII-44 (394)     | Juyuanhao gongjian zhizuo jiyi 聚元号弓箭制作技艺                              | Juyuanhao Pfeil- und Bogen-Herstellungstechniken (Peking)                                                                 | Stadtbezirk Chaoyang 朝阳区 (Peking) | Bow & Arrow-making Techniques of Ju Yuan Hao                        |
| VIII-45 (395)     | Mingshi jiaju zhizuo jiyi 明式家具制作技艺                                     | Möbelbautechnkien im Ming-Stil                                                                                            | Suzhou 苏州市 (Provinz Jiangsu) | Technique of Ming Furniture                                         |
| VIII-46 (396)     | Mengguzu leleche zhizuo jiyi 蒙古族勒勒车制作技艺                              | Herstellungstechniken des Allzweckwagens (lele-Wagen) der mongolischen Nationalität                                       | Östliches Ujimqin-Banner (东乌珠穆沁旗) (Innere Mongolei) | Mongolian Lele Cart, The Mongolian-style Lele Cart                  |
| VIII-47 (397)     | Lasa jiami shuimofang zhizuo jiyi 拉萨甲米水磨坊制作技艺                       | Mühlentechnik der Getreide-Wassermühle von Lhasa                                                                          | Autonomes Gebiet Tibet |                                                                     |
| VIII-48 (398)     | Lanzhou Huang He dashuiche zhizuo jiyi 兰州黄河大水车制作技艺                  | Wasserrad-Herstellungstechniken für den Gelben Fluss von Lanzhou                                                          | Lanzhou 兰州市 (Provinz Gansu) | Mill Wheel Technique of Lanzhou                                     |
| VIII-49 (399)     | Wan'an luopan zhizuo jiyi 万安罗盘制作技艺                                     | Kompass-Herstellungstechniken von Wan'an                                                                                  | Kreis Xiuning 休宁县 (Provinz Anhui) | Compass - Making Techniques in Wan'an                               |
| VIII-50 (400)     | Diaoqi jiyi 雕漆技艺                                                           | Lackschnitzerei-Techniken                                                                                                 | Stadtbezirk Chongwen 崇文区 (Peking) | Beijing Lacquer Carving Techniques                                  |
| VIII-51 (401)     | Pingyao tuiguang qiqi xiushi jiyi 平遥推光漆器髹饰技艺                         | Traditionelle Lacktechniken von Pingyao                                                                                   | Kreis Pingyao 平遥县 (Provinz Shanxi) | Pingyao Varnishing Lacquerware Techniques                           |
| VIII-52 (402)     | Yangzhou qiqi xiushi jiyi 扬州漆器髹饰技艺                                     | Traditionelle Lacktechniken von Yangzhou                                                                                  | Yangzhou 扬州市 (Provinz Jiangsu) | Yangzhou Lacquerware Techniques                                     |
| VIII-53 (403)     | Tiantai Shangan qijiazhu jiyi 天台山干漆夹苎技艺                               | Lacktechniken von Tiantai Shangan                                                                                         | Kreis Tiantai 天台县 (Provinz Zhejiang) | Tiantai Mountain Dry Lacquer Techniques                             |
| VIII-54 (404)     | Fuzhou tuoyi qiqi xiushi jiyi 福州脱胎漆器髹饰技艺                             | Traditionelle Lacktechniken (tuotai) von Fuzhou                                                                           | Fuzhou 福州市 (Provinz Fujian) | Technique of Fuzhou Bodiless Lacquerware                            |
| VIII-55 (405)     | Xiamen qixiandiao jiyi 厦门漆线雕技艺                                          | Xiamen Linienlackschnitzerei                                                                                              | Xiamen 厦门市 (Provinz Fujian) | Xiamen Lacquer Thread Sculpture                                     |
| VIII-56 (406)     | Chengdu qiyi 成都漆艺                                                          | Lackwarenkunst von Chengdu                                                                                                | Chengdu 成都市 (Provinz Sichuan) | Chengdu Lacquer Technique                                           |
| VIII-57 (407)     | Maotaijiu niangzhi jiyi 茅台酒酿制技艺                                         | Maotai-Schnaps-Herstellungstechniken                                                                                      | Provinz Guizhou | Maotai Brewage Technique                                            |
| VIII-58 (408)     | Luzhou Laojiaojiu niangzhi jiyi 泸州老窖酒酿制技艺                             | Luzhou-Laojiao-Schnaps-Herstellungstechniken                                                                              | Luzhou 泸州市 (Provinz Sichuan) | Luzhou Spirit Brewing Technique                                     |
| VIII-59 (409)     | Xinghuacun Fenjiu niangzhi jiyi 杏花村汾酒酿制技艺                             | Xinghuacun Fenjiu-Schnaps-Herstellungstechniken                                                                           | Fenyang 汾阳市 (Provinz Shanxi) | Fen Jiu Brewing Te                                                  |
| VIII-60 (410)     | Shaoxing Huangjiu niangzhi jiyi 绍兴黄酒酿制技艺                               | Shaoxing Huangjiu („Reiswein“)-Herstellungstechnik                                                                        | Shaoxing 绍兴市 (Provinz Zhejiang) | Shaoxing Rice Wine Brewing Technique                                |
| VIII-61 (411)     | Qingxu Laochen cu nianzhi jiyi 清徐老陈醋酿制技艺                              | Qingxu Laochen-Essig-Herstellungstechnik                                                                                  | Kreis Qingxu 清徐县 (Provinz Shanxi) | Qingxu Vinegar Brewing Technique                                    |
| VIII-62 (412)     | Zhenjiang Hengshun xiangcu niangzhi jiyi 镇江恒顺香醋酿制技艺                  | Zhenjiang Hengshun-Essig-Herstellungstechnik                                                                              | Zhenjiang 镇江市 (Provinz Jiangsu) | Brewing Technique of Zhenjiang Hengshun Vinegar                     |
| VIII-63 (413)     | Wuyishancha (Dahongpao) zhizuo jiyi 武夷岩茶(大红袍)制作技艺                   | Wuyishan-Tee (Dahongpao) Herstellungstechnik                                                                              | Wuyishan 武夷山市 (Provinz Fujian) | Wuyi Rock Tea                                                       |
| VIII-64 (414)     | Zigong jingyan shenzuan jizhi jiyi 自贡井盐深钻汲制技艺                        | Salzbergbautechnik von Zigong                                                                                             | Zigong 自贡市 (Provinz Sichuan), Daying 大英县 (Provinz Sichuan) | Zigong Deep Drilling and Well-Salt Production Techniques            |
| VIII-65 (415)     | Xuanzhi zhizuo jiyi 宣纸制作技艺                                               | Herstellungstechnik des Xuan-Papiers                                                                                      | Kreis Jing 泾县 (Provinz Anhui) | Xuan Paper Making Techniques                                        |
| VIII-66 (416)     | Qianshan liansizhi zhizuo jiyi 铅山连四纸制作技艺                              | Qianshan liansi Papierherstellungstechnik                                                                                 | Kreis Qianshan 铅山县 (Provinz Jiangxi) |                                                                     |
| VIII-67 (417)     | Pizhi zhizuo jiyi 皮纸制作技艺                                                 | Rindenpapier-Herstellungstechnik                                                                                          | Guiyang 贵阳市 (Provinz Guizhou), Kreis Zhenfeng 贞丰县 (Provinz Guizhou), Kreis Danzhai 丹寨县 (Provinz Guizhou) | Ancient Bark Paper Making Handicraft                                |
| VIII-68 (418)     | Daizu, Naxizu shougong zaozhi jiyi 傣族、纳西族手工造纸技艺                    | Papier-Herstellungstechniken der Dai- und Nakhi-Nationalitäten                                                            | Lincang 临沧市 (Provinz Yunnan), Kreis Xianggelila 香格里拉县 (Provinz Yunnan) | The Paper Making of Dai and Naxi People                             |
| VIII-69 (419)     | Zangzu zaozhi jiyi 藏族造纸技艺                                                | Papier-Herstellungstechniken der tibetischen Nationalität                                                                 | Autonomes Gebiet Tibet | Tibetan Traditional Paper Making                                    |
| VIII-70 (420)     | Weiwu'erzu sangpizhi zhizuo jiyi 维吾尔族桑皮纸制作技艺                        | Papierherstellungstechniken aus dem Bast des Maulbeerbaumes der Uiguren-Nationalität                                      | Regierungsbezirk Turfan 吐鲁番地区 (Xinjiang) | Uygur Mulberry Bark Paper-makin                                     |
| VIII-71 (421)     | Zhuzhi zhizuo jiyi 竹纸制作技艺                                                | Bambuspapier-Herstellungstechniken                                                                                        | Kreis Jiajiang 夹江县 (Provinz Sichuan), Fuyang 富阳市 (Provinz Zhejiang) | Bamboo Papermaking                                                  |
| VIII-72 (422)     | Hubi zhizuo jiyi 湖笔制作技艺                                                  | Huzhou-Schreibpinsel-Herstellungstechniken                                                                                | Huzhou 湖州市 (Provinz Zhejiang) |                                                                     |
| VIII-73 (423)     | Huimo zhizuo jiyi 徽墨制作技艺                                                 | Herstellungstechniken der Tusche aus Huizhou (Huimo)                                                                      | Kreis Jixi 绩溪县 (Provinz Anhui), Kreis She 歙县 (Provinz Anhui), Stadtbezirk Tunxi von Huangshan 黄山市屯溪区 (Provinz Anhui) |                                                                     |
| VIII-74 (424)     | Sheyan zhizuo jiyi 歙砚制作技艺                                                | She-Tuschestein-Herstellungstechniken                                                                                     | Kreis She 歙县 (Provinz Anhui), Kreis Wuyuan 婺源县 (Provinz Jiangxi) | She Ink-stone Making Technique                                      |
| VIII-75 (425)     | Duanyan zhizuo jiyi 端砚制作技艺                                               | Duan-Tuschestein-Herstellungstechniken                                                                                    | Zhaoqing 肇庆市 (Provinz Guangdong) | Duan Ink Stone Producing Skill                                      |
| VIII-76 (426)     | Jinxingyan zhizuo jiyi 金星砚制作技艺                                          | Jinxing-Tuschestein-Herstellungstechniken                                                                                 | Stadt Lushan 星子县 (Provinz Jiangxi) | Venus Ink Stone                                                     |
| VIII-77 (427)     | Muban shuiyin jiyi 木版水印技艺                                                | Aquarellfarben-Holzdruck-Techniken                                                                                        | Rongbaozhai 荣宝斋 (Stadtbezirk Xuanwu, Peking) | Rong Bao Zhai                                                       |
| VIII-78 (428)     | Diaoban yinshua jiyi 雕版印刷技艺                                              | Drucktechniken mit beschnitzten Holzplatten                                                                               | Yangzhou 扬州市 (Provinz Jiangsu) | Engraving Printing                                                  |
| VIII-79 (429)     | Jinling kejing yinshua jiyi 金陵刻经印刷技艺                                   | Jinling Klassiker-Drucktechniken                                                                                          | Nanjing 南京市 (Provinz Jiangsu) | Jingling (sic!) Scripture Printing                                  |
| VIII-80 (430)     | Dege yinjingyuan Zangzu diaoban yinshua jiyi 德格印经院藏族雕版印刷技艺        | Drucktechniken mit beschnitzten Holzplatten der tibetischen Nationalität in der Sutren-Druckerei von Dege (Dege Parkhang) | Kreis Dêgê 德格县 (Provinz Sichuan) | Woodblock Printing Technique in Dege Scripture Printing House       |
| VIII-81 (431)     | Zhifan jiyi 制扇技艺                                                           | Fächer-Herstellungstechniken                                                                                              | Suzhou 苏州市 (Provinz Jiangsu) | Fan-Making                                                          |
| VIII-82 (432)     | Juzhuang xiju zhizuo jiyi 剧装戏具制作技艺                                     | Herstellungstechniken von Theaterkostümen und Bühnenzubehör                                                               | Suzhou 苏州市 (Provinz Jiangsu) | Theatrical Costumes and Tools                                       |
| VIII-83 (433)     | Huashupi zhizuo jiyi 桦树皮制作技艺                                            | Herstellungstechniken für Birkenlederkleidung                                                                             | Autonomes Banner der Oroqen 鄂伦春自治旗 (Innere Mongolei), Provinz Heilongjiang | Birch Bark Utensils                                                 |
| VIII-84 (434)     | Lizu shupibu zhizuo jiyi 黎族树皮布制作技艺                                    | Rindenkleider-Herstellungstechnik der Li-Nationalität                                                                     | Autonomer Kreis Baoting der Li 保亭黎族苗族自治县 (Provinz Hainan) | Bark Cloth Production of the Li People                              |
| VIII-85 (435)     | Hezhezu yupi zhizuo jiyi 赫哲族鱼皮制作技艺                                    | Fischhaut-Herstellungstechnik der Hezhe-Nationalität                                                                      | Provinz Heilongjiang | Fish-Skin Clothes of the Hezhe People                               |
| VIII-86 (436)     | Liuyang huapao zhizuo jiyi 浏阳花炮制作技艺                                    | Feuerwerkskörper-Produktionstechniken von Liuyang                                                                         | Liuyang 浏阳市 (Provinz Hunan) | Fireworks Production in Liuyang                                     |
| VIII-87 (437)     | Lizu zuanmuquhuo jiyi 黎族钻木取火技艺                                         | Feuerdrilltechniken der Li-Nationalität                                                                                   | Autonomer Kreis Baoting der Li und Miao 保亭黎族苗族自治县 (Provinz Hainan) | Making Fire from Drilling Wood in Li Ethnic Groups                  |
| VIII-88 (438)     | fengzheng zhizuo jiyi 风筝制作技艺(潍坊风筝、南通板鹞风筝、拉萨风筝)           | Drachenbaukunst (Weifang-Drachen; Nantong banyao fengzheng; Lhasa-Drachen)                                                | Weifang 潍坊市 (Provinz Shandong), Nantong 南通市 (Provinz Jiangsu), Lhasa 拉萨市 (Autonomes Gebiet Tibet) | Kite-Making Techniques                                              |
| VIII-89 (439)     | liangcha 凉茶                                                                  | liangcha | Kulturamt der Provinz Guangdong 广东省文化厅, Hong Kong SAR Government’s Department of Home Affairs 香港特别行政区民政事务局, Macau SAR Cultural Bureau 澳门特别行政区文化局 | Herbal Tea Making                                                   |

## Traditionelle Medizin und Pharmakologie
| Gruppe (lfd. Nr.) | chinesischer Name (Pinyin)                                                       | Übersetzung | Kreis/Ort & Provinz | sonstiges |
| ----------------- | -------------------------------------------------------------------------------- | --- | --- | --- |
| IX-1 (440)        | Zhongyi shengming yu jibing renzhi fangfa 中医生命与疾病认知方法                 | TCM-Erkennungstechniken von Leben (shengming) und Krankheit (jibing) | Chinesische Akademie für traditionelle chinesische Medizin (Zhongguo zhongyi kexueyuan 中国中医科学院) | The perception method of life and disease of TCM                                                                                             |
| IX-2 (441)        | Zhongyi zhenfa 中医诊法                                                          | TCM-Diagnostik | Chinesische Akademie für traditionelle chinesische Medizin (Zhongguo zhongyi kexueyuan 中国中医科学院) | Diagnostic Methods of Chinese Medicine |
| IX-3 (442)        | Zhongyao paozhi jishu 中药炮制技术                                               | Arzneimittelherstellung (paozhi) der traditionellen chinesischen Pharmakologie | Chinesische Akademie für traditionelle chinesische Medizin (Zhongguo zhongyi kexueyuan 中国中医科学院), Chinesische Gesellschaft für traditionelle chinesische Pharmakologie (Zhongguo zhongyao xiehui 中国中药协会) | Technology of processing Chinese materia medica                                                                                              |
| IX-4 (443)        | Zhongyi chuantong zhiji fanga 中医传统制剂方法                                   | Herstellung traditioneller Präparate (zhiji) der traditionellen chinesischen Medizin | Chinesische Akademie für traditionelle chinesische Medizin (Zhongguo zhongyi kexueyuan 中国中医科学院), Chinesische Gesellschaft für traditionelle chinesische Pharmakologie (Zhongguo zhongyao xiehui 中国中药协会) | The Traditional Preparation Method of Chinese Medicine                                                                                       |
| IX-5 (444)        | zhenjiu 针灸                                                                     | Akupunktur und Moxibustion | Chinesische Akademie für traditionelle chinesische Medizin (Zhongguo zhongyi kexueyuan 中国中医科学院), Chinesische Gesellschaft für Akupunktur und Moxibustion (Zhongguo zhenjiu xiehui 中国针灸学会)               | Acupuncture |
| IX-6 (445)        | Zhongyi zhenggu liaofa 中医正骨疗法                                              | Behandlungsweisen für das Einrenken von gebrochenen und ausgerenkten Knochen (zhenggu) der traditionellen chinesischen Medizin | Chinesische Akademie für traditionelle chinesische Medizin (Zhongguo zhongyi kexueyuan 中国中医科学院) | Traditional Chinese Medical Bone setting |
| IX-7 (446)        | Tongren tang zhongyi wenhua 同仁堂中医药文化                                     | TCM-Kultur der Apotheke Tongren Tang (in Peking) | China Beijing Tongrentang (Group) Pty Ltd 中国北京同仁堂(集团)有限责任公司 | Culture of Tong Ren Tang Drugstore |
| IX-8 (447)        | Huqingyu tang zhongyi wenhua 胡庆余堂中药文化                                    | TCM-Kultur der Apotheke Huqingyu Tang | Hangzhou 杭州市 (Provinz Zhejiang) | Culture of the Hu Qing Yu Tang Drugstore, Huqingyu Drugstore, Huqingyutang, ein Museum für chinesische traditionelle Heilkräuter in Hangzhou |
| IX-9 (448)        | Zangyiyao 藏医药(拉萨北派藏医水银洗炼法和藏药仁青常觉配伍技艺、甘孜州南派藏医药) | Tibetische Medizin und Pharmakologie (Quecksilberreinigung und -raffinierung der Tibetischen Medizin aus der Nördlichen Schule von Lhasa und Tibetische Pharmakologie und Heilkräuterzubereitungstechniken (Renqen Changjor) der Südlichen Schule der Tibetischen Medizin und Pharmakologie von Garzê) | Autonomes Gebiet Tibet, Autonomer Bezirk Garzê der Tibeter 甘孜藏族自治州 (Provinz Sichuan) | Tibetan Medicine, Tibetan Medicine master Zekang Qamba Tuwang                                                                                |

## Brauchtum
| Gruppe (lfd. Nr.) | chinesischer Name (Pinyin)                                                     | Übersetzung                                                      | Kreis/Ort & Provinz | sonstiges                                                    |
| ----------------- | ------------------------------------------------------------------------------ | ---------------------------------------------------------------- | --- | ------------------------------------------------------------ |
| X-1 (449)         | Chunjie 春节                                                                   | Frühlingsfest (Chunjie), Chinesisches Neujahrsfest               | Ministerium für Kultur der Volksrepublik China (Wenhuabu 文化部) | Spring Festival                                              |
| X-2 (450)         | Qingmingjie 清明节                                                             | Qingming-Fest                                                    | Ministerium für Kultur der Volksrepublik China (Wenhuabu 文化部) | Tomb Sweeping Festival                                       |
| X-3 (451)         | Duanwujie 端午节(屈原故里端午习俗、西塞神舟会、汨罗江畔端午习俗、苏州端午习俗) | Duanwu-Fest (Drachenbootfest)                                    | Ministerium für Kultur der Volksrepublik China (Wenhuabu 文化部); Yichang 宜昌市 (Provinz Hubei), Kreis Zigui 秭归县 (Provinz Hubei), Huangshi 黄石市 (Provinz Hubei), Miluo 汨罗市 (Provinz Hunan), Suzhou 苏州市 (Provinz Jiangsu) | Dragon Boat Festival                                         |
| X-4 (452)         | Qixijie 七夕节                                                                 | Qixi-Fest                                                        | Ministerium für Kultur der Volksrepublik China (Wenhuabu 文化部) | Chinese Valentine's Day                                      |
| X-5 (453)         | Zhongqiujie 中秋节                                                             | Zhongqiu-Fest (Mondfest oder Mittherbstfest)                     | Ministerium für Kultur der Volksrepublik China (Wenhuabu 文化部) | Mid-Autumn Festival                                          |
| X-6 (454)         | Chongyangjie 重阳节                                                            | Chongyang-Fest                                                   | Ministerium für Kultur der Volksrepublik China (Wenhuabu 文化部) | Double Ninth Festival                                        |
| X—7 (455)         | Jingzu Hajie 京族哈节                                                          | Ha-Fest der Jing-Nationalität                                    | Dongxing 东兴市, Autonome Region Guangxi der Zhuang-Nationalität | Ha Festival of Jing Minority                                 |
| X—8 (456)         | Daizu poshuijie 傣族泼水节                                                     | Wasserspritzfest (Songkran) der Dai-Nationalität                 | 云南省西双版纳傣族自治州 Autonomer Bezirk Xishuangbanna der Dai (Provinz Yunnan) | Water Splashing Festival of Dai Minority                     |
| X—9 (457)         | Xibozu xiqianjie 锡伯族西迁节                                                  | Fest zum Gedächtnis an die Westwanderung der Xibo-Nationalität   | Autonomer Kreis Qapqal (Chapchal) der Xibe 察布查尔锡伯自治县 (Xinjiang) | West Moving Festival of Xibe Minority                        |
| X—10 (458)        | Huobajie (Yizu huobajie) 火把节(彝族火把节)                                    | Fackelfest (Fackelfest der Yi-Nationalität)                      | Autonomer Bezirk Liangshan der Yi 凉山彝族自治州 (Provinz Sichuan), Autonomer Bezirk Chuxiong der Yi 楚雄彝族自治州 (Provinz Yunnan)                                                                                                 | Firebrand Festival of Yi Minority                            |
| X—11 (459)        | Jingpozu munao zongge 景颇族目瑙纵歌                                           | Munao-Gesangsfest der Jingpo-Nationalität                        | Kreis Longchuan 陇川县 (Provinz Yunnan) | Munao Singing Party of Jingpo Minority                       |
| X—12 (460)        | Lizu sanyuesanjie 黎族三月三节                                                 | Fest des 3. Tages des 3. Monats der Li-Nationalität              | Wuzhishan 五指山市 (Provinz Hainan) | March Third Festival of Li Minority                          |
| X—13 (461)        | Elunchunzu gulunmutajie 鄂伦春族古伦木沓节                                     | Gulunmuta-Fest der Oroqen-Nationalität                           | Provinz Heilongjiang | Fire God Sacrifice of Oroqen Minority                        |
| X—14 (462)        | Yaozu panwangjie 瑶族盘王节                                                    | Panwang-Fest der Yao-Nationalität                                | Hezhou 贺州市 (Autonomes Gebiet Guangxi der Zhuang), Shaoguan 韶关市 (Provinz Guangdong) | King Pan Festival of Yao Minority                            |
| X—15 (463)        | Zhuangzu maguaijie 壮族蚂虫另(虫字旁加另)节                                    | Maguai-Fest der Zhuang-Nationalität                              | Hechi 河池市 (Autonomes Gebiet Guangxi der Zhuang) | Ma Guai Festival of Zhuang Minority                          |
| X—16 (464)        | Mulaozu yifanjie 仫佬族依饭节                                                  | Yifan-Fest der Mulam-Nationalität                                | Autonomer Kreis Luocheng der Mulam 罗城仫佬族自治县 (Autonomes Gebiet Guangxi der Zhuang) | Yifan Festival of Mulam Minority                             |
| X—17 (465)        | Maonanzu feitao 毛南族肥套                                                     | Feitao der Maonan-Nationalität                                   | Autonomer Kreis Huanjiang 环江毛南族自治县 der Maonan (Autonomes Gebiet Guangxi der Zhuang) |                                                              |
| X—18 (466)        | Qiangzu waer ezu jie 羌族瓦尔俄足节                                            | Warezu-Fest der Qiang-Nationalität                               | Autonomer Bezirk Aba der Tibeter und Qiang 阿坝藏族羌族自治州 (Provinz Sichuan) | The Warezu Festival                                          |
| X—19 (467)        | Miaozu guzangjie 苗族鼓藏节                                                    | Guzang-Fest der Miao-Nationalität                                | Kreis Leishan 雷山县 (Provinz Guizhou) | Guzang Festival of Miao Minority                             |
| X—20 (468)        | Shuizu duanjie 水族端节                                                        | Duanjie-Fest der Sui-Nationalität                                | Autonomer Kreis Sandu der Shui 三都水族自治县 (Provinz Guizhou) | Duan Festival of Shui Minority                               |
| X—21 (469)        | Buyizu chabaigejie 布依族查白歌节                                              | Chabaige-Fest der Buyi-Nationalität                              | Provinz Guizhou | Chabai Song Festival of Bouyei Minority                      |
| X—22 (470)        | Miaozu zimeijie 苗族姊妹节                                                     | Schwesternfest der Miao-Nationalität                             | Kreis Taijiang 台江县 (Provinz Guizhou) | Sister Festival of Miao Minority                             |
| X—23 (471)        | Dulongzu kaquewajie 独龙族卡雀哇节                                             | Kaquewa-Fest der Dulong-Nationalität                             | Autonomer Kreis Gongshan der Dulong und Nu 贡山独龙族怒族自治县 (Provinz Yunnan) | Kaquewa Festival of Drung Minority                           |
| X—24 (472)        | Nuzu xiannüjie 怒族仙女节                                                      | Xiannüjie(-Fest) der Nu-Nationalität                             | Autonomer Kreis Gongshan der Dulong und Nu 贡山独龙族怒族自治县 (Provinz Yunnan) | Fairy Festival of Nu Ethnic Group                            |
| X—25 (473)        | Dongzu samajie 侗族萨玛节                                                      | Sama-Fest der Dong-Nationalität                                  | Kreis Rongjiang 榕江县 (Provinz Guizhou) | Sama Festival of Dong Ethnic Group                           |
| X—26 (474)        | Gelao maolongjie 仡佬毛龙节                                                    | Maolong (Mao-Drachen)-Fest der Gelao                             | Kreis Shiqian 石阡县 (Provinz Guizhou) | Gelao Mao Dragon Festival                                    |
| X—27 (475)        | Lisuzu daoganjie 傈僳族刀杆节                                                  | Daogan-Fest der Lisu-Nationalität                                | Kreis Lushui 泸水县 (Provinz Yunnan) | Sword Pole Festival of Lisu Minority                         |
| X—28 (476)        | Tajikezu gongshuijie he bozhongjie 塔吉克族引水节和播种节                      | gongshui-Fest und bozhong-Fest der tadschikischen Nationalität   | Tadschikischer Autonomer Kreis Taschkorgan 塔什库尔干塔吉克自治县 (Xinjiang) | Drinking Festival and Sowing Festival of Tajik Minority      |
| X—29 (477)        | Tuzu nadunjie 土族纳顿节                                                       | Nadun-Fest der Tu-Nationalität                                   | Autonomer Kreis Minhe der Hui und Tu 民和回族土族自治县 (Provinz Qinghai) | Nadun Festival of Tu Minority                                |
| X—30 (478)        | Dujiangyan fangshuijie 都江堰放水节                                            | Dujiangyan fangshui-Fest (des Wasserablassens am Stauwehrsystem) | Dujiangyan 都江堰市 (Provinz Sichuan) | Festival of Discharging Water at Dujiang Weirs               |
| X—31 (479)        | Xuedunjie 雪顿节                                                               | Shoton-Fest                                                      | Autonomes Gebiet Tibet | Xuedun Festival                                              |
| X—32 (480)        | Huangdiling jidian 黄帝陵祭典                                                  | Opferzeremonien des Huangdi-Mausoleums                           | Kreis Huangling 黄陵县 (Provinz Shaanxi) | The sacrificial ceremonies in the Yellow Emperor's Mausoleum |
| X—33 (481)        | Yandiling jidian 炎帝陵祭典                                                    | Opferzeremonien des Yandi-Mausoleums                             | Kreis Yanling 炎陵县 (Provinz Hunan) | The Emperor Yan's Mausoleum Ceremony                         |
| X—34 (482)        | Chengjisi Han jidian 成吉思汗祭典                                              | Dschingis Khan Opferzeremonie                                    | Ordos 鄂尔多斯市 (Innere Mongolei) | The Sacrificial Ceremony to Genghis Khan                     |
| X—35 (483)        | Ji Kong dadian 祭孔大典                                                        | Konfuzius Opferzeremonie                                         | Qufu 曲阜市 (Provinz Shandong) | The Confucius Grand Ceremony                                 |
| X—36 (484)        | Mazu jidian 妈祖祭典                                                           | Mazu Opferzeremonie                                              | Putian 莆田市 (Provinz Fujian), Chinesische Mazu Kulturaustausch-Gesellschaft (Zhonghua Mazu wenhua jiaoliu xiehui 中华妈祖文化交流协会                                                                                              | Sacrificing Ceremony for Mazu                                |
| X—37 (485)        | Taihao Fuxi jidian 太昊伏羲祭典                                                | Taihao Fuxi Opferzeremonien                                      | Tianshui 天水市 (Provinz Gansu), Kreis Huaiyang 淮阳县 (Provinz Henan) | The Taihao Fuxi's Fiesta                                     |
| X—38 (486)        | Nüwa jidian 女娲祭典                                                           | Nüwa Opferzeremonie                                              | Kreis She 涉县 (Provinz Hebei) | The Nuwa Sacrificial Ceremonies                              |
| X—39 (487)        | Dayu jidian 大禹祭典                                                           | Dayu Opferzeremonie                                              | Shaoxing 绍兴市 (Provinz Zhejiang) | The Sacrificial Ceremonies for Yu the Great                  |
| X—40 (488)        | Ji Aobao 祭敖包                                                                | Aobao Opferzeremonie                                             | Xilin-Gol-Bund 锡林郭勒盟 (Innere Mongolei) | Sacrificing of Aobao                                         |
| X—41 (489)        | Baizu raosanling 白族绕三灵                                                    | Raosanling-Zeremonie der Bai-Nationalität                        | Autonomer Bezirk Dali der Bai 大理白族自治州 (Provinz Yunnan) | Walk Around Three Spirits of Bai Minority                    |
| X—42 (490)        | Changdian miaohui 厂甸庙会                                                     | Changdian Tempelmarkt                                            | Stadtbezirk Xuanwu 宣武区 (Peking) | Changdian Temple Fair                                        |
| X—43 (491)        | Regong liuyuehui 热贡六月会                                                    | Repkong Sechster-Monat-Versammlung                               | Kreis Tongren 同仁县 (Provinz Qinghai) | Regong June Gathering                                        |
| X—44 (492)        | Xiaolan juhuahui 小榄菊花会                                                    | Chrysanthemen-Markt in Xiaolan                                   | Zhongshan 中山市 (Provinz Guangdong) | Chrysanthemum Fair in Xiaolan                                |
| X—45 (493)        | Yaozu shuagetang 瑶族耍歌堂                                                    | shuagetang der Yao-Nationalität (Gesangsfest)                    | Qingyuan 清远市 (Provinz Guangdong) | Singing Party of the Yao Ethnic Group                        |
| X—46 (494)        | Zhuangzu gexu 壮族歌圩                                                         | Gesangsfest der Zhuang-Nationalität                              | Nanning 南宁市 (Autonomes Gebiet Guangxi der Zhuang) | Song Fairs of the Zhuang Ethnic Group                        |
| X—47 (495)        | Miaozu Xilie pohuiqun 苗族系列坡会群                                           | Miaozu Xiliepo huiqun                                            | Autonomer Kreis Rongshui der Miao 融水苗族自治县 (Autonomes Gebiet Guangxi der Zhuang) | Mao Ethnic Group gatherings on the slope                     |
| X—48 (496)        | Nadamu 那达慕                                                                  | Nadam                                                            | Xilin-Gol-Bund 锡林郭勒盟 Innere Mongolei) | Nadam Fair                                                   |
| X—49 (497)        | Weiwu'er daolang maixirefu 维吾尔刀郎麦西热甫                                  | Daolang mexrep der Uiguren                                       | Kreis Makit 麦盖提县 (Xinjiang) | Daolang Maixirepu of the Uygur Ethnic Group                  |
| X—50 (498)        | Qinhuai denghui 秦淮灯会                                                       | Qinhuai Laternenfest                                             | Nanjing 南京市 (Provinz Jiangsu) | Qinhuai Lantern Fair                                         |
| X—51 (499)        | Xiushan huadeng 秀山花灯                                                       | Xiushan huadeng                                                  | Autonomer Kreis Xiushan der Tujia und Miao 秀山土家族苗族自治县 (Chongqing) | Xiushan Festive Lantern                                      |
| X—52 (500)        | Quanfeng huadeng 全丰花灯                                                      | Quanfeng huadeng                                                 | Kreis Xiushui 修水县 (Provinz Jiangxi) | The Quanfeng Lantern                                         |
| X—53 (501)        | Taishan shigandang xisu 泰山石敢当习俗                                         | Taishan Shigandang Bräuche                                       | Tai'an 泰安市 (Provinz Shandong) | Taishan Shigandang Customs                                   |
| X—54 (502)        | Minjian shehuo 民间社火                                                        | Frühlingsfestivitäten (minjian shehuo)                           | Baoji 宝鸡市 (Provinz Shaanxi), Kreis Lucheng 潞城县 (Provinz Shanxi) | Shehuo                                                       |
| X—55 (503)        | E'erduosi hunli 鄂尔多斯婚礼                                                   | Ordos Hochzeitszeremonie (E'erduosi hunli)                       | Ordos 鄂尔多斯市 (Innere Mongolei) | The Erdos Wedding Ceremony                                   |
| X—56 (504)        | Tuzu hunli 土族婚礼                                                            | Hochzeitszeremonie der Tu-Nationalität                           | Autonomer Kreis Huzhu der Tu 互助土族自治县 (Provinz Qinghai) | Marriage Customs of the Tu Minority                          |
| X—57 (505)        | Salazu hunli 撒拉族婚礼                                                        | Hochzeitszeremonie der Salar-Nationalität                        | Autonomer Kreis Xunhua der Salar 循化撒拉族自治县 (Provinz Qinghai) | Salar Marriage Customs                                       |
| X—58 (506)        | Majie-shuhui 马街书会                                                          | Majie-shuhui Versammlung                                         | Kreis Baofeng 宝丰县 (Provinz Henan) | Majie Folk Artists Fair                                      |
| X—59 (507)        | Huji-shuhui 胡集书会                                                           | Huji-shuhui Versammlung                                          | Kreis Huimin 惠民县 (Provinz Shandong) | Hujishuhui                                                   |
| X—60 (508)        | Anguo yaoshi 安国药市                                                          | Anguo Arzneimittelmarkt (yaoshi)                                 | Anguo 安国市 (Provinz Hebei) | Medicine Market in Anguo                                     |
| X—61 (509)        | Zhuangzu tonggu xisu 壮族铜鼓习俗                                              | „Bronzetrommel“ (Kesselgong)-Gebräuche der Zhuang-Nationalität   | Hechi 河池市 (Autonomes Gebiet Guangxi der Zhuang) | Bronze Drum Custom of Zhuang Minority                        |
| X-62 (510)        | Yinglian xisu 楹联习俗                                                         | Spruchpaar-Brauchtum (yinglian xisu) (yinglian = duilian)        | Zhongguo yinglian xuehui 中国楹联学会 (Chinesische Spruchpaar-Gesellschaft), Ministerium für Kultur (Wenhuabu) | Couplet Custom                                               |
| X-63 (511)        | Suzhou Luzhi shuixiang funü fushi 苏州甪直水乡妇女服饰                         | Frauenkleidung der wasserreichen Gebiete von Luzhi, Suzhou       | Suzhou 苏州市 (Provinz Jiangsu) | Women’s Costume in Zhishui Village, Suzhou                   |
| X-64 (512)        | Hui'an nüfushi 惠安女服饰                                                      | Frauenkleidung von Hui'an                                        | Kreis Hui’an 惠安县 (Provinz Fujian) | Unique Costume of Hui'an Women                               |
| X-65 (513)        | Miaozu fushi 苗族服饰(昌宁苗族服饰)                                            | Tracht der Miao-Nationalität (Changning Miaozu fushi)            | Baoshan 保山市 (Provinz Yunnan) | Miao Costume (Changning Miao Custome)                        |
| X-66 (514)        | Huizu fushi 回族服饰                                                           | Tracht der Hui-Nationalität                                      | Autonomes Gebiet Ningxia der Hui | Hui Costume                                                  |
| X-67 (515)        | Yaozu fushi 瑶族服饰                                                           | Tracht der Yao-Nationalität                                      | Kreis Nandan 南丹县 (Autonomes Gebiet Guangxi der Zhuang), Hezhou 贺州市 (Autonomes Gebiet Guangxi der Zhuang) | Yao Costume                                                  |
| X-68 (516)        | Nongli ershisi jieqi 农历二十四节气                                            | 24 Jahreseinteilungen des traditionellen chinesischen Kalenders  | Chinesisches Landwirtschaftsmuseum (Zhongguo nongye bowuguan 中国农业博物馆) | Solar Terms                                                  |
| X-69 (517)        | Nüshu xisu 女书习俗                                                            | Nüshu (Frauenschrift)                                            | Kreis Jiangyong 江永县 (Provinz Hunan) | Women’s Script                                               |
| X-70 (518)        | Shuishu xisu 水书习俗                                                          | Shui (Sui)-Schrift (Shuishu)                                     | Autonomer Bezirk Qiannan der Miao und Bouyei 黔南苗族布依族自治州 (Provinz Guizhou) | Shui Scripts                                                 |

## Wikisource
- Erste Liste (lfd. Nr. 1-518)
 - Zweite Liste (lfd. Nr. 519-1028)
 - 147 Erweiterungen zur Ersten Liste 